# Cultura de Veneçuela

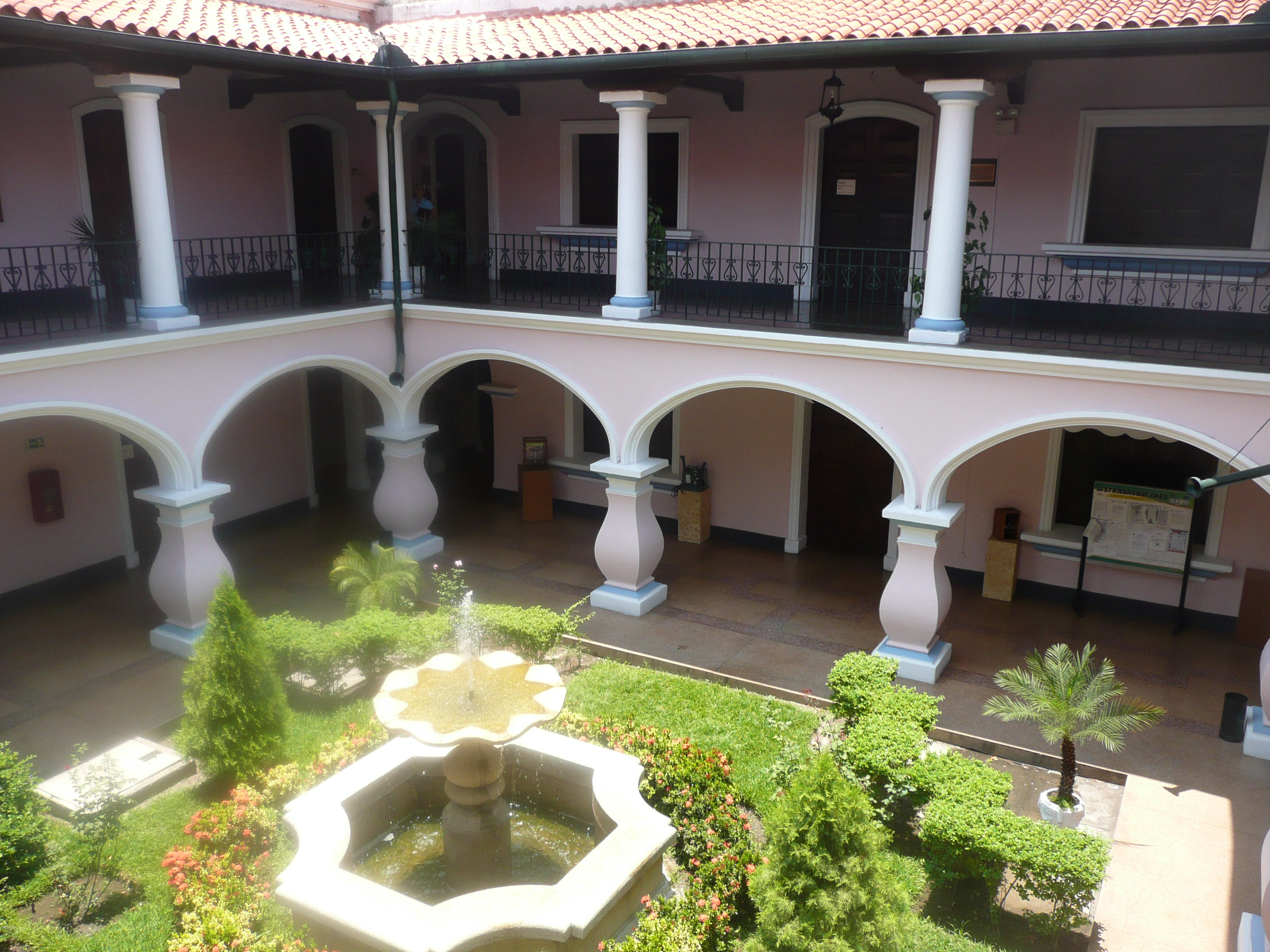
Institut Arnoldo Gabaldón, declarat el 30 d'agost de 1984 com Monument Històric Nacional.

La Cultura de Veneçuela és una barreja de tres cultures distintes: l'europea (en particular espanyola, la portuguesa i la italiana), la indígena i l'africana.
La societat cultural i assimilació va condicionar per arribar a la cultura veneçolana actual, d'on procedien la major part dels colons en la zona del Carib de l'època colonial.

## Llengües

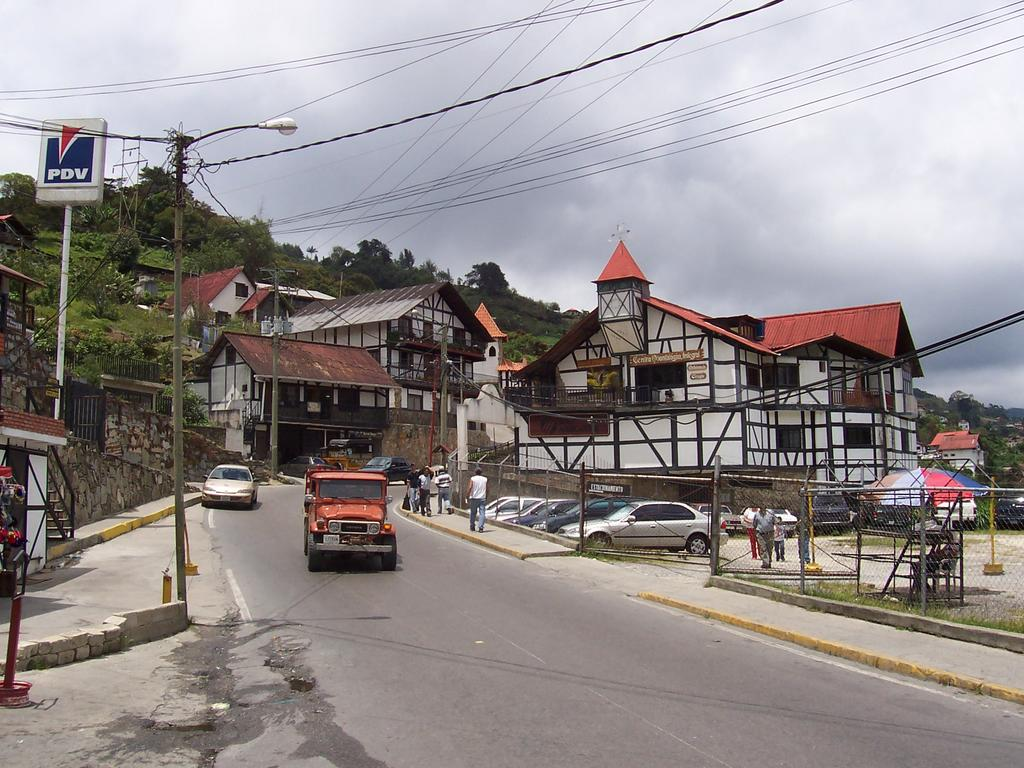
Colonia Tovar, fundada el 1843 amb colons en general catòlics, procedents de zones agrícoles del sud-oest d'Alemanya. Els seus habitants conserven la seva cultura i llengua, i parlen un dialecte de l'alemany nomenat alemany coloner.

Encara que el país és majorment unilingüe parlant en castellà, també es parlen nombroses llengües a Veneçuela. Les llengües oficials reconegudes en la constitució són el castellà i les llengües indígenes, és a dir, més d'una trentena de llengües -wayuunaiki, warao, pemón, entre d'altres-, per a l'ús oficial dels pobles indígenes, la majoria d'ells amb pocs parlants (menys de l'1% de la població total). Els immigrants a més a més del castellà, parlen els seus propis idiomes; destacant l'àrab, italià, portuguès, anglès, xinès, gallec, català entre d'altres. L'àrab es parla principalment per les colònies libaneses i sirianes a l'Illa Margarita, Maracaibo, Maracay i Caracas; el varaquenño man és parlat a Santa Elena de Uairén al estat Bolívar per bona part de la població, mentre que part de la població de la Colònia Tovar d'Aragua parla un dialecte de l'alemany, nomenat «alemany coloner». D'altra banda, la llengua anglès està molt estesa a causa de la influència dels immigrants dels Estats Units -principalment motivats per l'explotació petroliera-.

## Etnografia

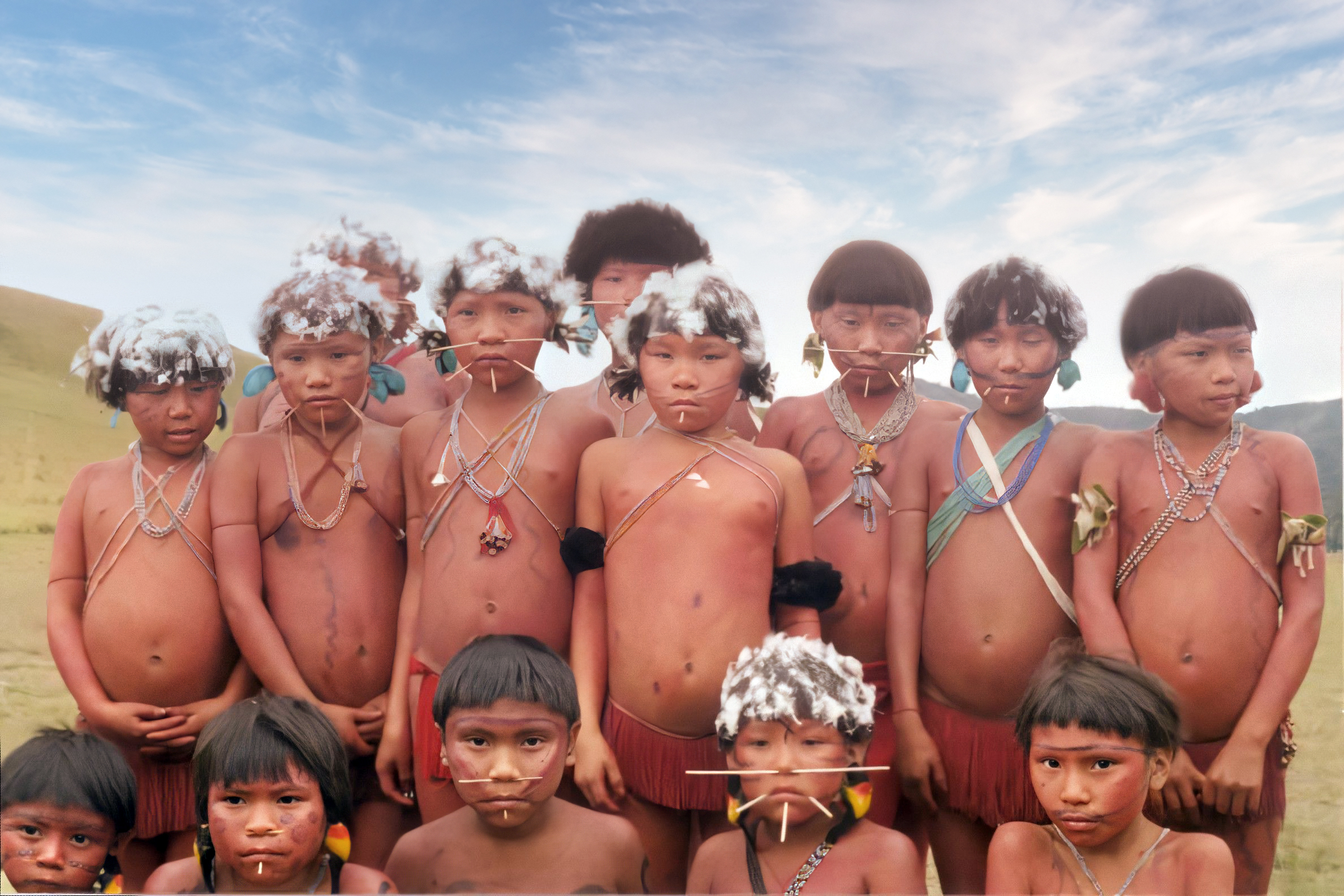
Grup de nens indígenes de la tribu dels yanomamis a l'Alt Orinoco.

Els veneçolans posseeixen una combinació rica d'herències. A partir del període colonial es van mesclar indígenes, espanyols i africans, i avui dia la majoria dels veneçolans en té una o més d'aquestes ascendències: mulats 30%, mestissos 35%, descendents d'europeus 25% -en la seva majoria italians, espanyols, portuguesos, alemanys, entre d'altres-, afro-descendents 8%, indígenes 1.5%, asiàtics 0.5%. Les comunitats indígenes en l'actualitat ronden l'1% de població total nacional, i estan establertes principalment en l'estat Zulia i al sud del riu Orinoco i la seva desembocadura.
Amb l'inici de les explotacions petrolieres a començaments del segle xx, s'estableixen companyies i ciutadans provinents en la seva majoria dels Estats Units. Posteriorment, a mitjan segle, especialment a començaments de l'època de la postguerra, van venir a incorporar-se a la societat veneçolana, una nova ona una altra vegada d'immigrants d'origen italià, espanyol, i nous immigrants portuguesos, libanesos, alemanys, croats, xinesos, japonesos -entre d'altres-; i de diversos països de l'Amèrica Llatina (Colòmbia, Equador, Argentina, Perú, Xile, República Dominicana, Haití, Mèxic, etc.) durant el Boom Petrolier dels anys setanta.
La majoria de la immigració àrab a Veneçuela consisteix en libanesos i sirians. A la fi del segle xix van arribar els primers immigrants de parla àrab, dedicant-se al comerç i a la pesca de perles a l'Illa Margarita. A començaments del segle xx van arribar més persones d'origen àrab. Com en aquells dies aquests països eren sota el domini turc, aquests immigrants portaven passaport d'aquest país, raó per la qual fins avui se'ls nomena col·loquialment turcs. Encara ara com ara molts d'aquests immigrants es dediquen al comerç en les principals ciutats del país. Hi ha indígenes americans principalment d'origen caribeny. Gran quantitat d'immigrants llatinoamericans atrets pels grans recursos del país han arribat a Veneçuela en el segle xx. Aquestes contínues onades migratòries van augmentar el complex mosaic racial del país. A Veneçuela mai no hi ha hagut problemes racials. És per això que el poema Píntame Angelitos Negros, popularitzat a través d'una famosa cançó a mitjan segle XX i que representa una espècie d'himne en contra de tota mena de discriminació racial, és d'un famós escriptor, poeta, humorista, advocat i polític veneçolà: Andrés Eloy Blanco. Com la major part dels immigrants han estat blancs, les poblacions negres i indígenes han disminuït la seva importància, per augmentar la mestissa i la blanca.

### Indígenes
Són un grup minoritari que en 2011 representava el 2.7% de la població total del país, amb un total de 1.511.329 persones ètniques en correspondència amb el cens de 2011 de Veneçuela, del qual solament els situats en les regions més aïllades i remotes del país mantenen la seva cultura intacta, els indígenes en contacte amb l'home blanc i mestís de ciutat, posseeixen una certa assimilació, posant en perill de desaparèixer la seva cultura, gràcies a les influències rebudes constantment d'altres països veïns, i això provoca una transculturació en la cultura actual del país, i solament com es deia anteriorment un petit grup d'indígenes molt allunyats de la ciutat són capaços d'estar dempeus els seus costums i la seva cultura en general. La influència indígena es limita al vocabulari d'algunes paraules i la gastronomia.

### Afroveneçolans
Aquest grup es concentra en la regió de Barlovento, a l'estat Miranda, la costa de l'estat Vargas així com a l'estat Yaracuy específicament al municipi Veroes. Al sud del llac de Maracaibo, l'estat Zulia, en una coneguda població anomenada Bobures i a la localitat del Callao i les seves poblacions veïnes de l'estat Bolívar. Posseeixen part de la cultura dels seus avantpassats, els afrodescendents de la resta del país estan completament assimilats, perduda completament la seva antiga cultura i desenvolupant la dels mestissos.

## Religió
La constitució estableix la llibertat de culte i prop d'un 92% de la població veneçolana són catòlics; la resta s'adscriuen a denominacions protestants, a altres religions, o són ateus.
Existeixen alguns grups que practiquen religions amb algunes arrels prehispàniques. Hi ha grups d'ateus, com en la resta del món. Una minoria que ha anat en augment s'ha unit també a grups religiosos nord-americans, estant els testimonis de Jehovà, mormons i adventistes del Setè Dia els més importants.
Veneçuela és llar d'una destacada comunitat jueva. Els practicants religiosos actius; les poblacions afrodescendents desenvolupen una fe catòlica mesclada amb religions africanes nomenada santeria.

## Artesania
La història de les artesanies i els artesans no poden alliberar-se d'antecedents que ens remunten a més de 14 000 anys, quan els primers pobladors habitaven l'actual territori de Veneçuela. Els primers pobladors van desenvolupar tècniques pròpies de societats caçadores-recol·lectores per a la talla de pedres i fustes, per tal de crear objectes que afavorissin la seva interacció amb el medi ambient i l'aprofitament dels seus recursos.
Temps després quan l'home i la seva societat desenvolupen coneixements que els permeten el tractament d'altres recursos naturals, com l'argila, aconsegueixen plasmar part del seu món i cosmogonia sobre la terra modelada i la cuina. Els primers vestigis ceràmics provenen de l'Orinoco mitjà, de les tradicions culturals conegudes com a Saladoide i Barrancoide. Els teixits i la cistelleria van ser utilitzats de manera utilitària i en festes sagrades. En els cementiris indígenes de Quíbor -estat Lara- s'han trobat restes de esteres tramades que servien de suport als cadàvers. Les cistelles eren utilitzades com a urnes on es col·locaven parts de l'esquelet ja sec per ser dipositat en altres espais com a sepultures secundaris. Alguns fragments arqueològics de ceràmica mostren impressions de cistelleria que fan pensar que certs tramats exercien com a suport de grans olles o plats mentre la peces eren decorades o acabades abans d'ésser cuites. Moltes de les tècniques practicades en les artesanies actuals van tenir el seu naixement en aquest període històric.

## Arts plàstiques
La pintura i l'escultura veneçolanes han estat tradicionalment influïdes pel tema històric i el procés polític viscut pel país en la seva Independència. Moltes pintures i escultures vuitcentistes sovint es presenten com a representacions de moments clau de la història, fets heroics, i al·legories de la nació. Els qui van destacar en aquesta fase van ser Juan Lovera, Arturo Michelena, Martín Tovar i Tovar, Tito Salas, entre d'altres. Malgrat tot, la pintura romàntica va tenir el seu més gran exponent en Cristóbal Rojas, 15 qui es va apartar majorment d'aquests temes generalitzats.
Entre els qui han contribuït sobre manera a l'art cinètic han estat Carlos Cruz-Díez, Jesús Rafael Soto i Juvenal Ravelo. Aquesta tendència en particular s'ha fet molt popular al país, i existeixen obres d'aquest tipus en diverses institucions culturals, i també en autopistes, en el Metro i en aeroports com el de Maiquetia. L'art abstracte, i el simbolisme van tenir un dels seus més grans desenvolupadors en Armando Reverón, l'obra del qual comença a ser redescoberta i reconeguda internacionalment. En el art abstracte i el cinetisme també va destacar Alejandro Otero, mentre que el realisme social va estar lligat a la feina de César Rengifo. Grans paisatgistes, han estat Manuel Cabré, Luis Álvarez de Lugo, entre d'altres. Un altre nom és Pedro León Zapata, reconegut per ésser un cèlebre caricaturista. Altres tendències en les arts pictòriques que es poden apreciar a Veneçuela en les obres del període colonial veneçolà on els motius religiosos associat amb la Verge Maria, la nativitat i la vida de Jesús són preponderant en el mencionat període històric. Una altra forma menys acadèmica però molt populars de finals del segle XX i començament del XXI ho constitueix el muralisme i en la qual es troben gran quantitat e de dissenys i tendències.
En l'escultura sobresurten Francisco Narváez, Alejandro Colina, Gertrud Goldschmidt, Lía Bermúdez, entre d'altres. En el país també han tingut especial cabuda les activitats i creacions en el camp del disseny gràfic.

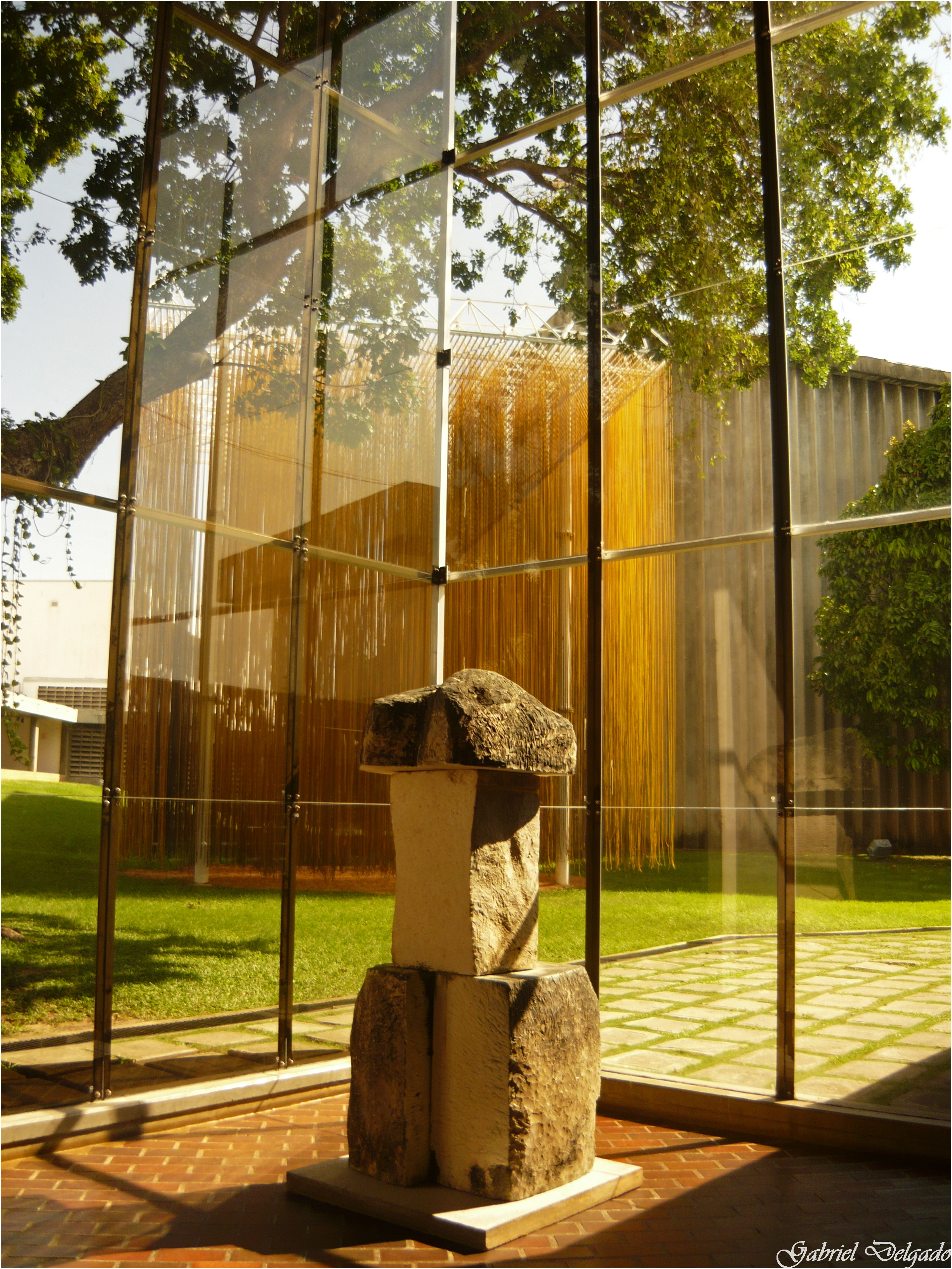
Museu d'Art Modern Jesús Soto.
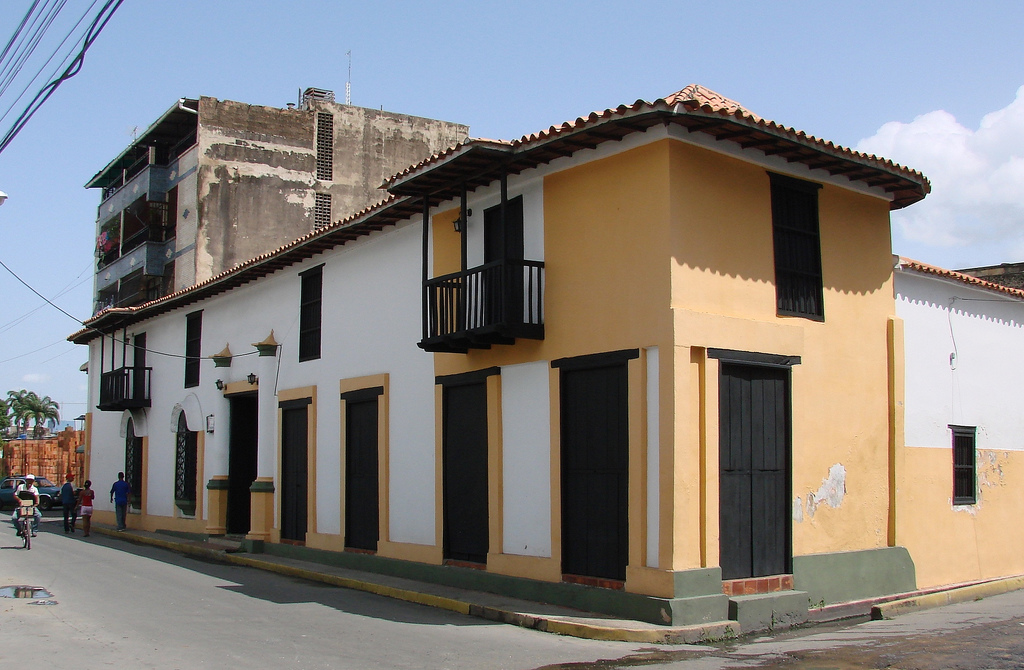
Museu d'Art i Història de Cagua.
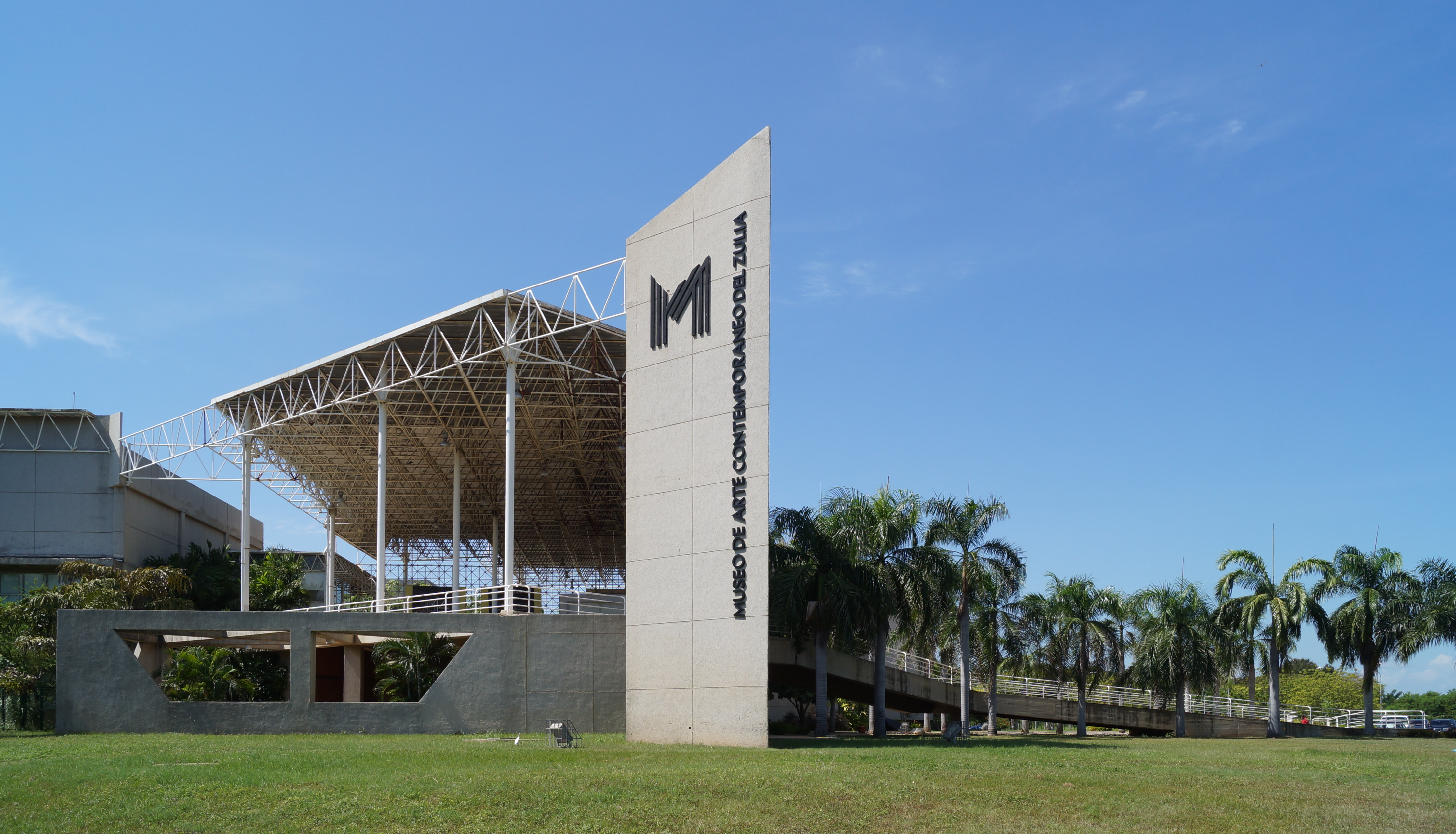
Museu d'Art Contemporàneo del Zulia.
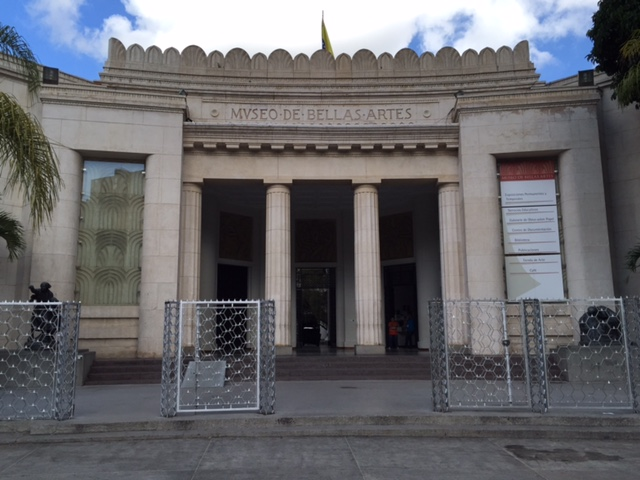
Museo de Belles Arts de Caracas.
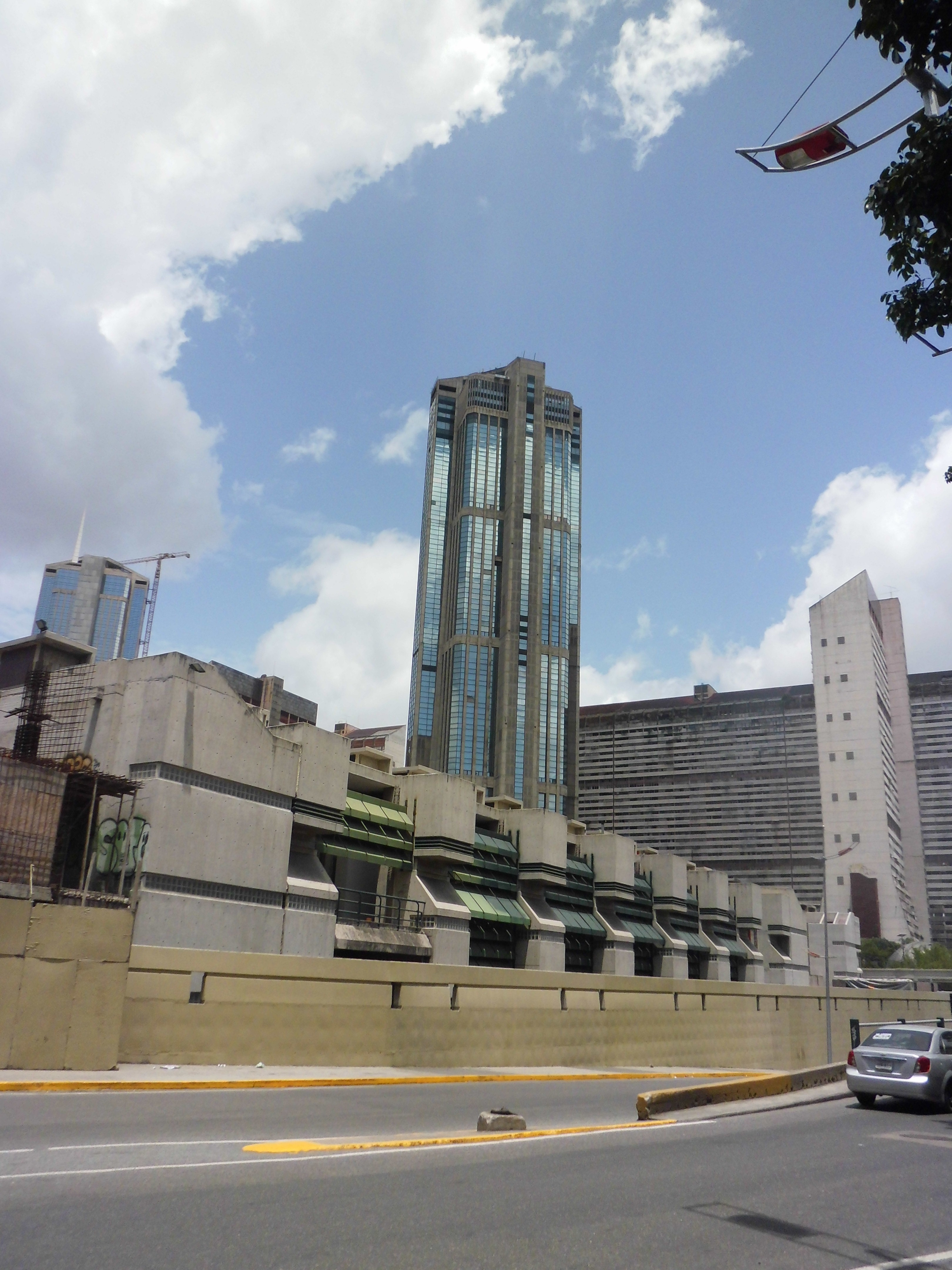
Galeria d'Art Nacional.
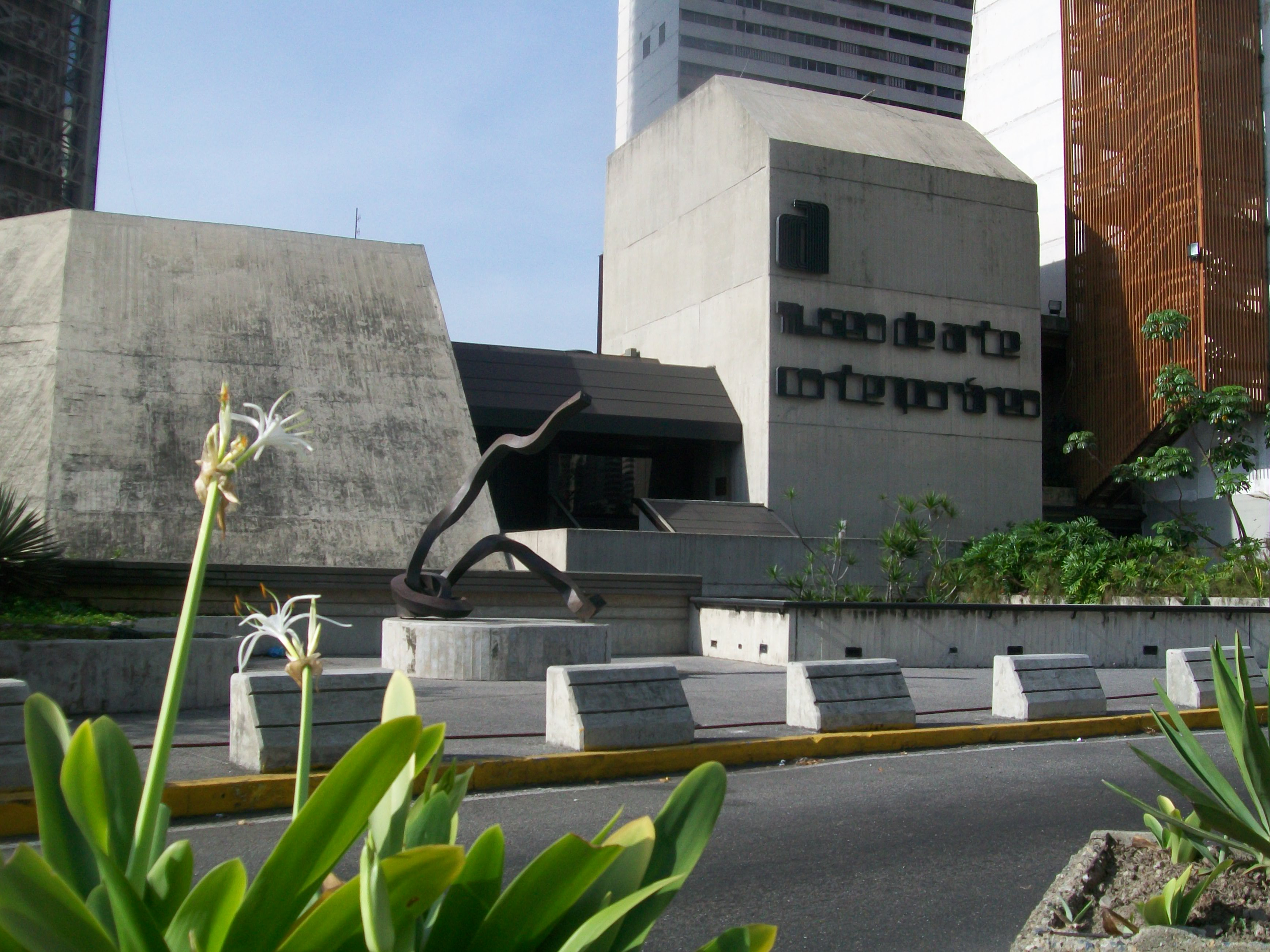
Museu d'Arte Contemporàneo de Caracas.
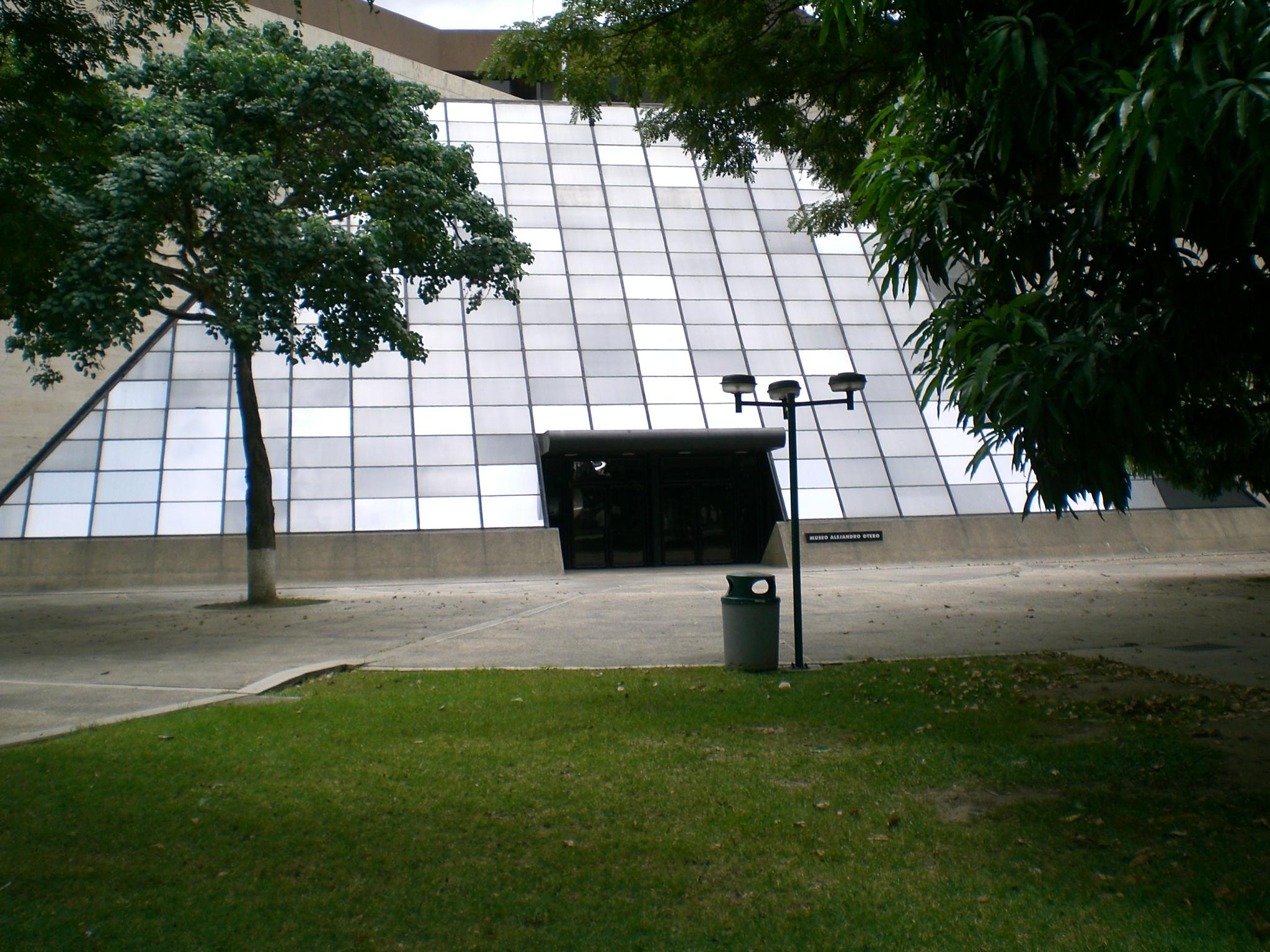
Museu Alejandro Otero.
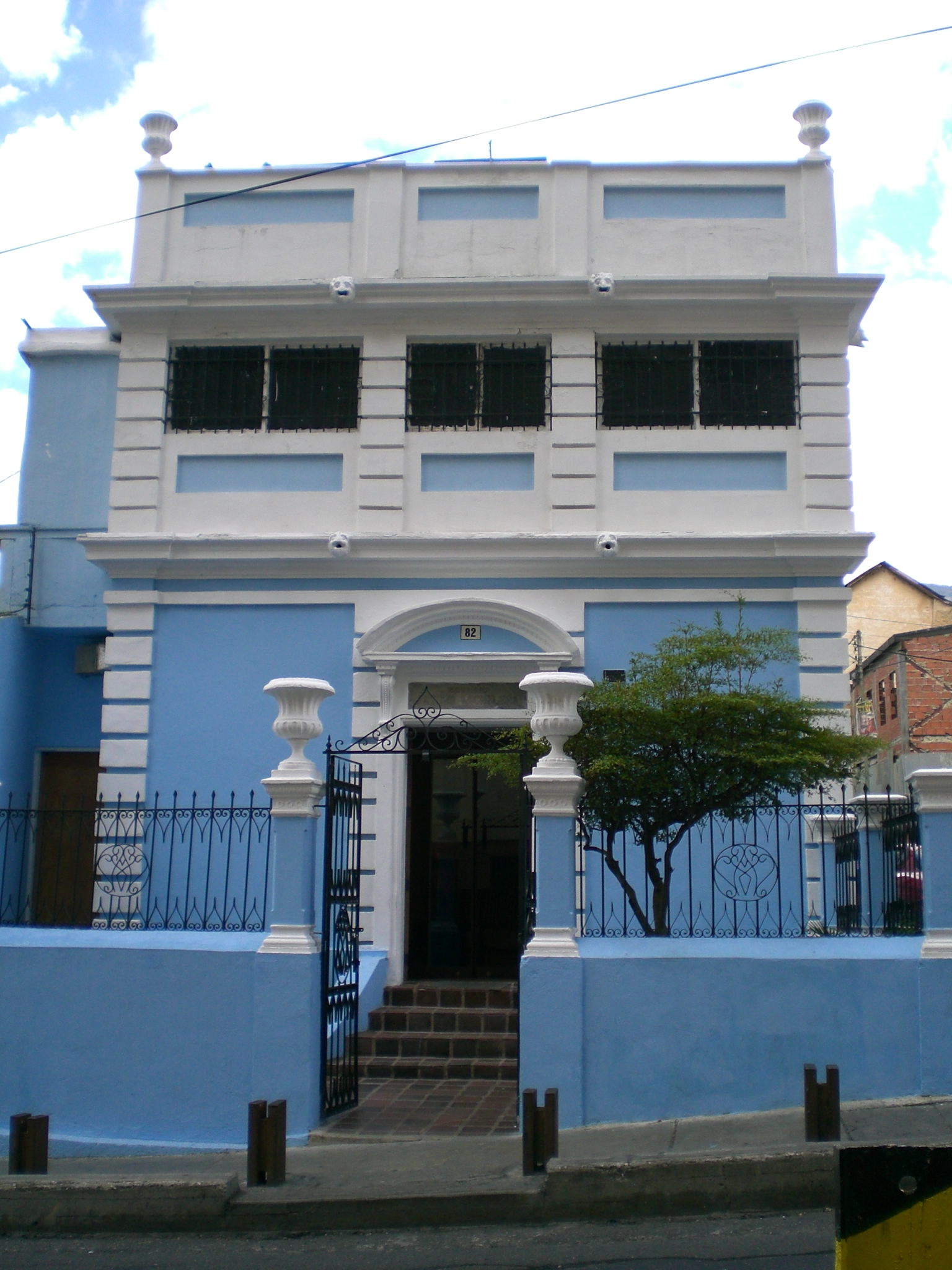
Museu Arturo Michelena de Caracas.
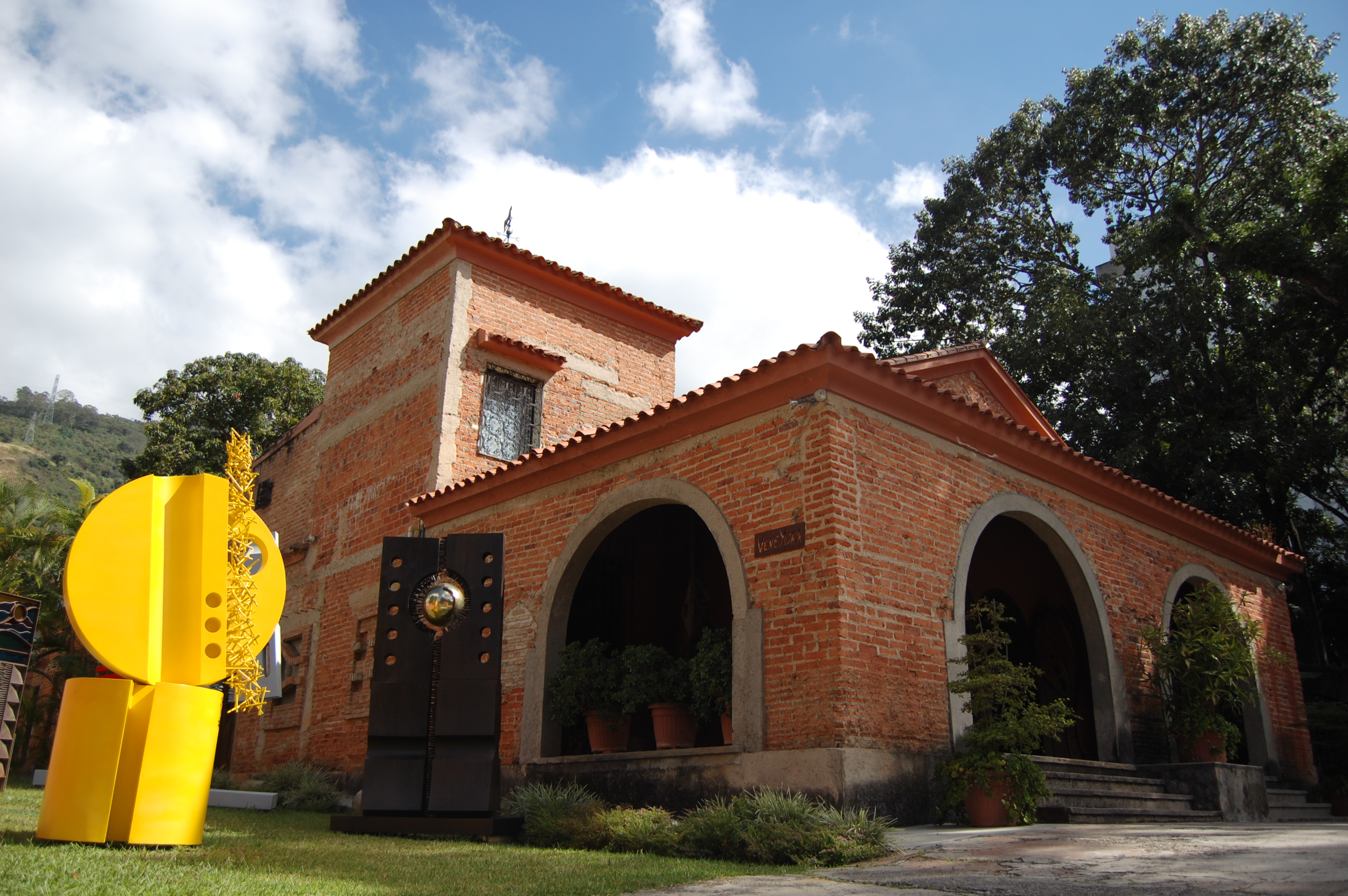
Centre d'Art Daniel Suárez.
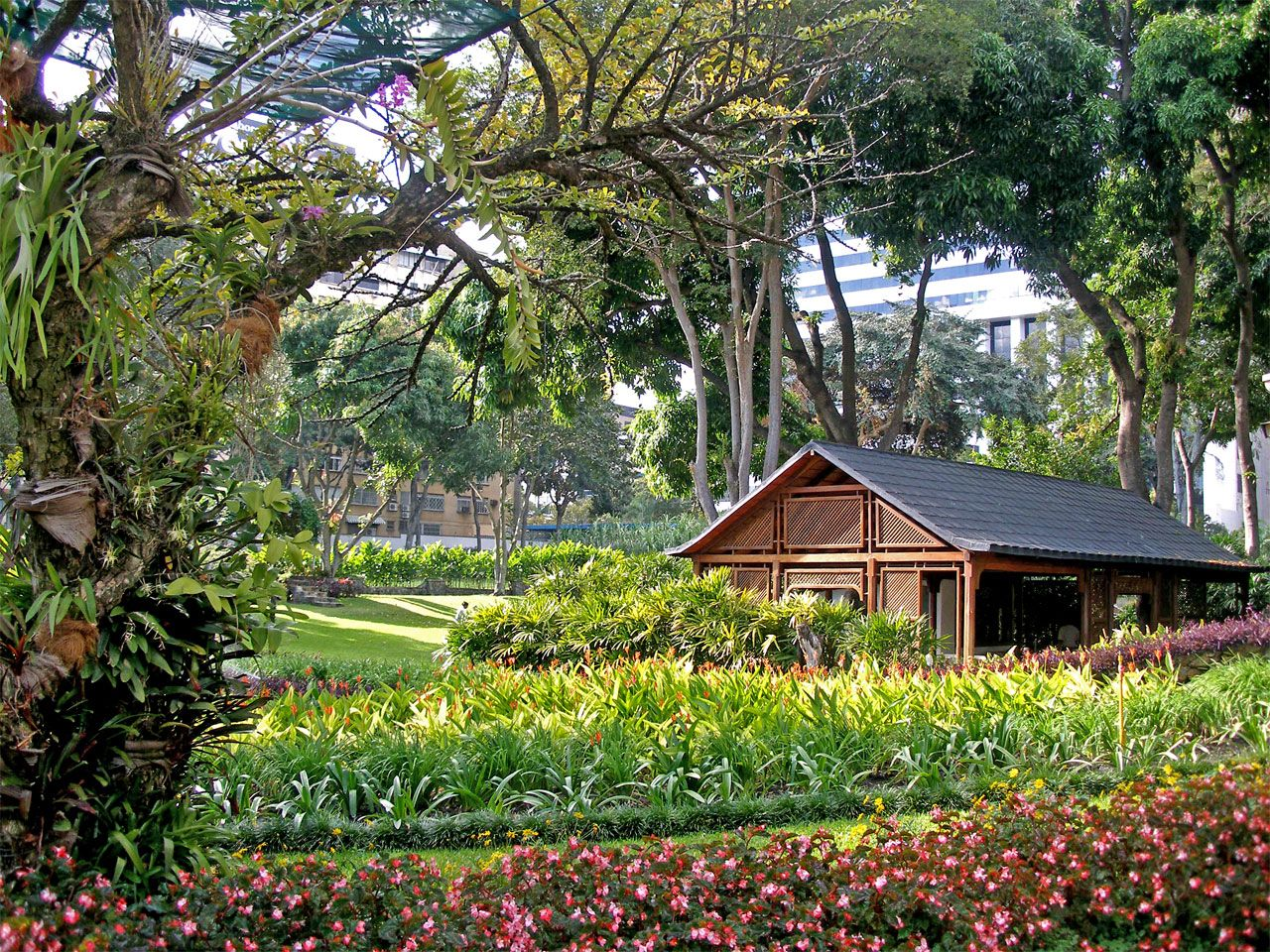
Centre d'Art La Estancia.
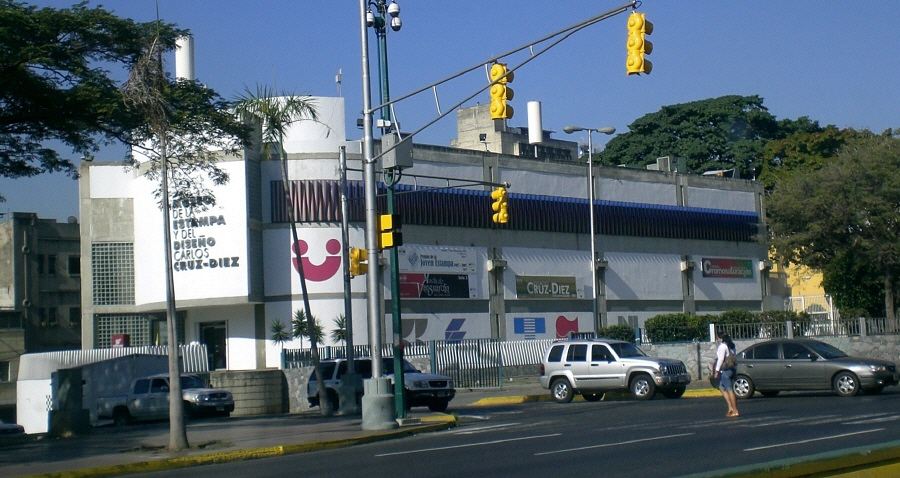
Museu Carlos Cruz Díez.
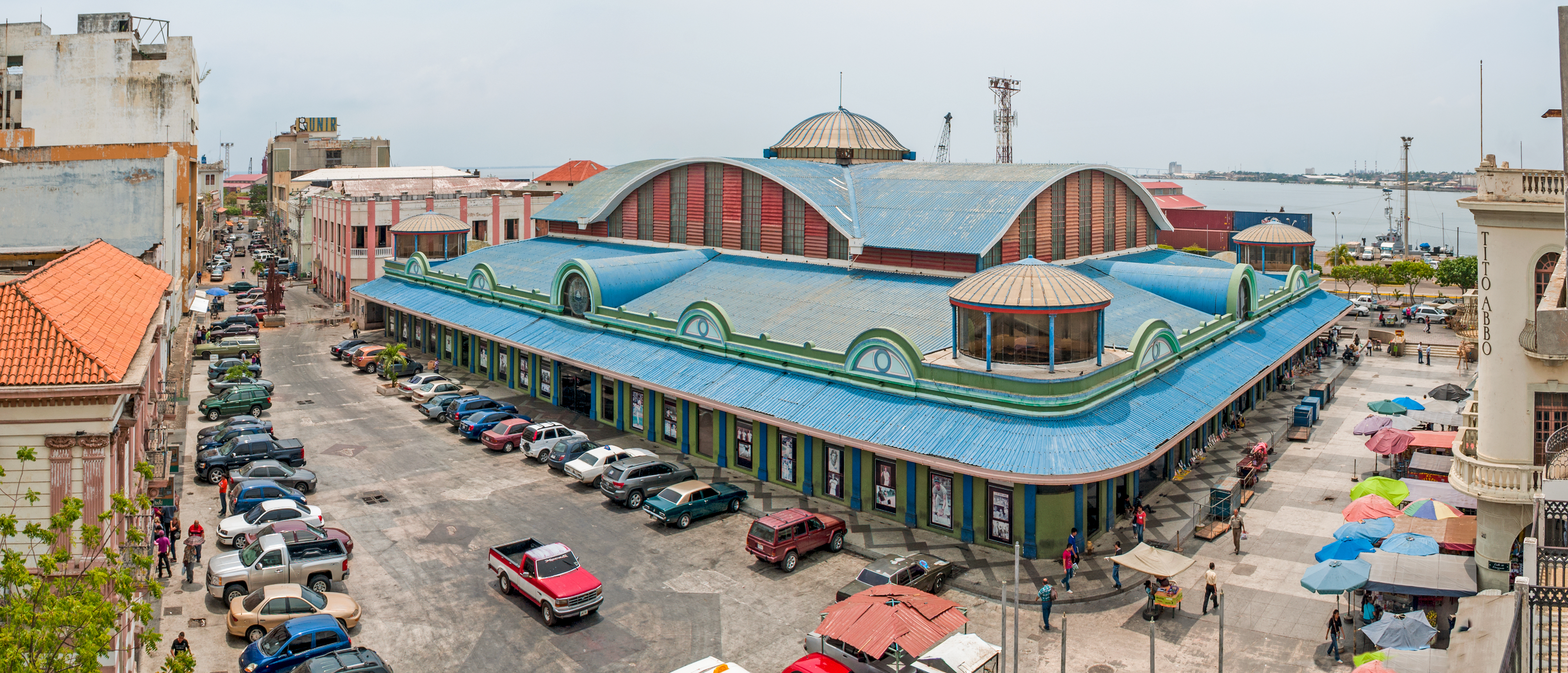
Centre d'Art de Maracaibo Lía Bermúdez.

## Gastronomia de Veneçuela
La gastronomia de Veneçuela és molt variada, i ve derivada de la barreja dels aliments europeus, africans i indígenes. Potser el plat més conegut és l'arepa, una espècie de pa o truita, fregit o rostida que es consumeix diverses vegades al dia i és considerada el pa de cada dia dels veneçolans. Altres plats representatius de Veneçuela són les hallacas que es consumeixen en el nadal i són diferents varietats de menjars com a carn, pollastre i passes, embolicat en una massa tipus farina coberta amb fulles de plàtan, el pavelló crioll i el sancocho.

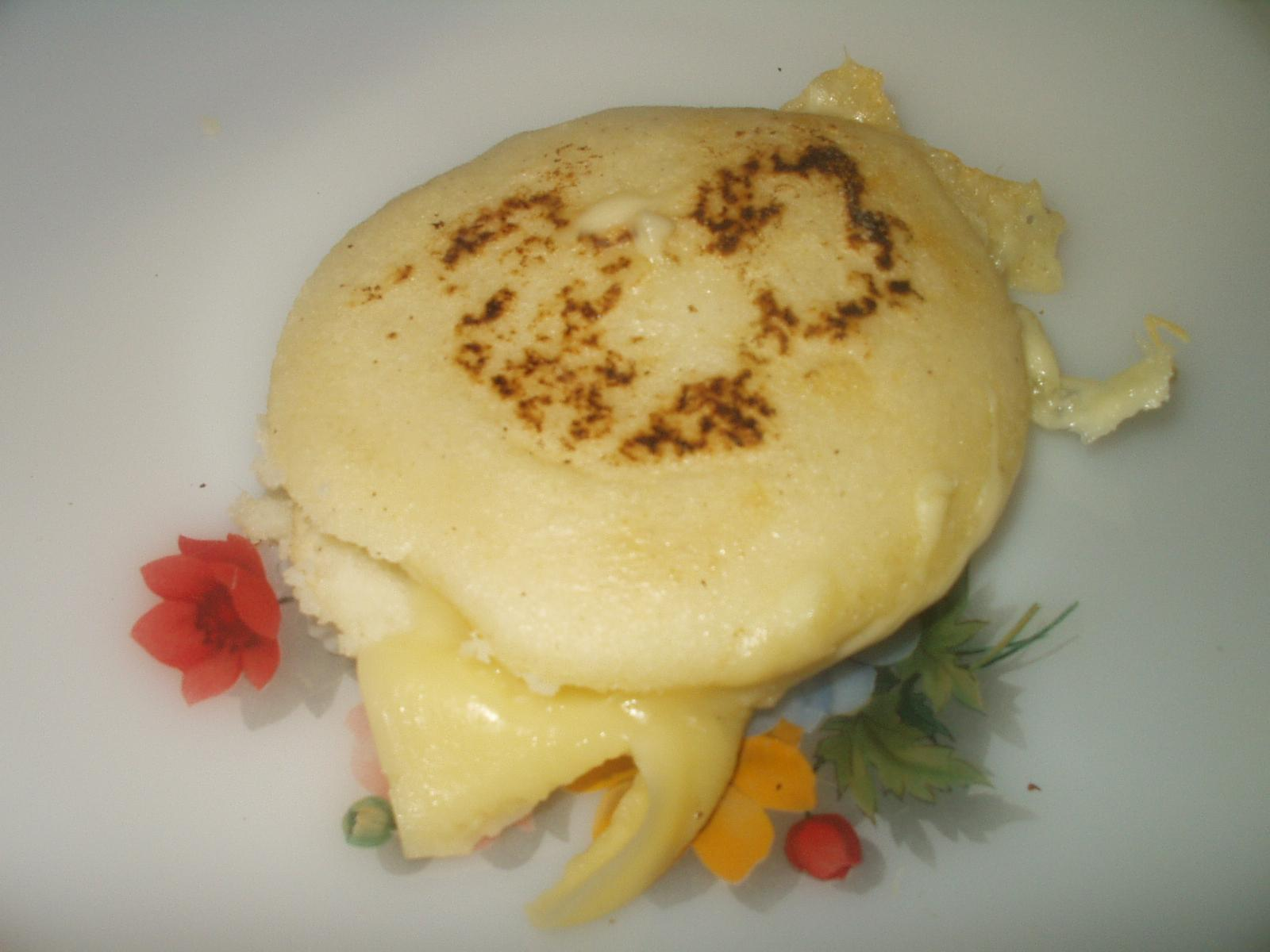
Arepa asada con queso.
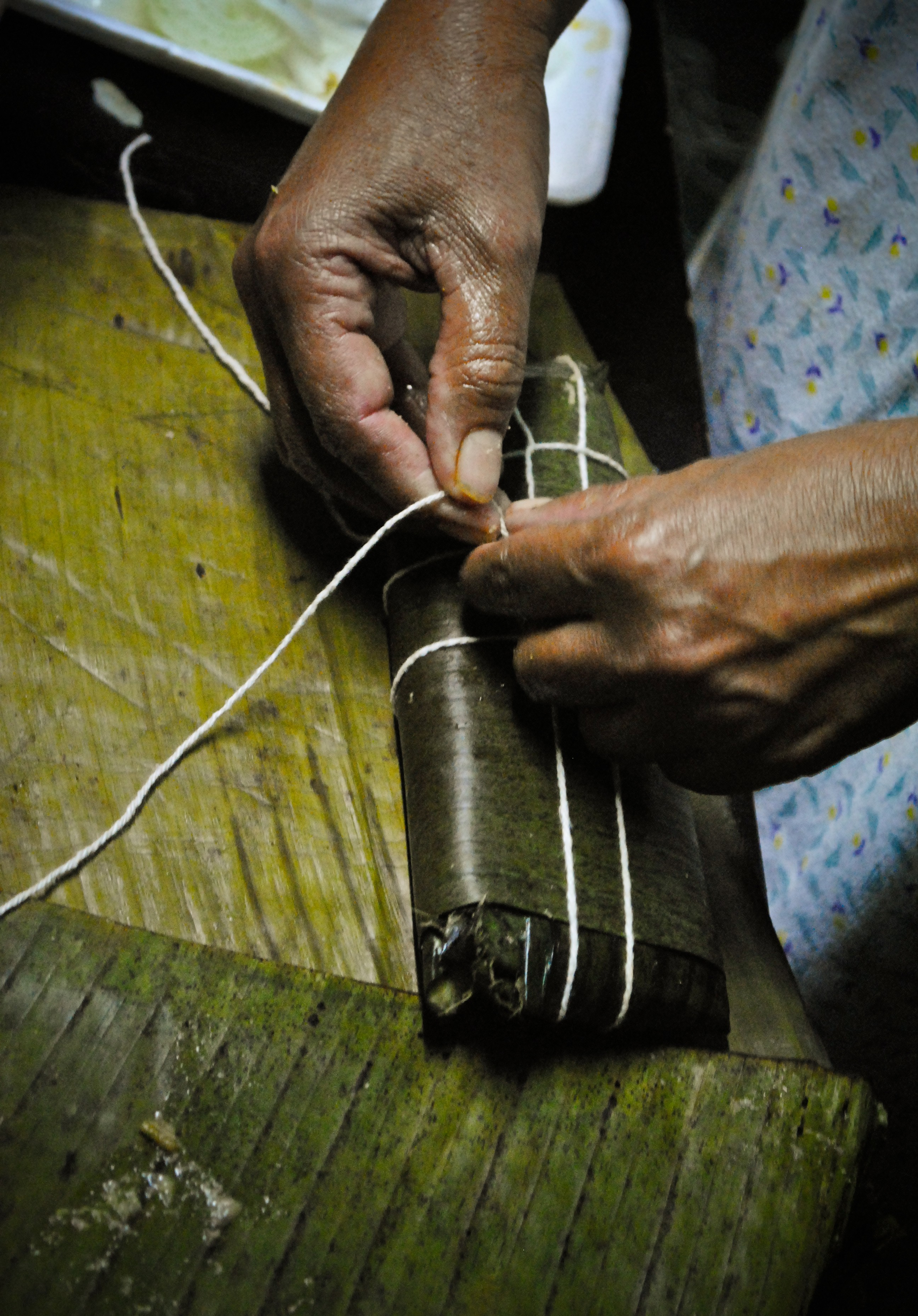
Hallaca.
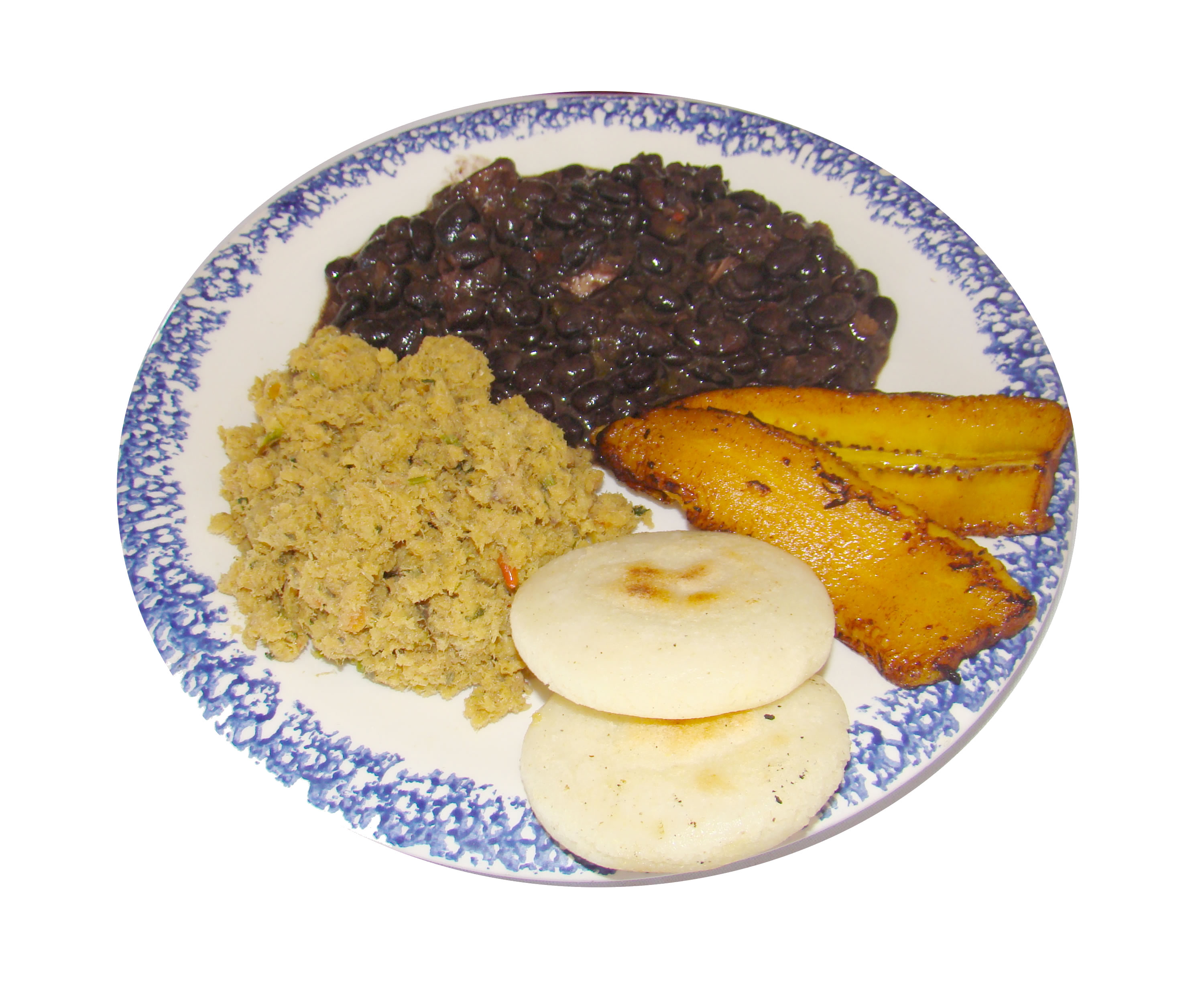
Pabellón criollo Margariteño.

## Música veneçolana
La música veneçolana es caracteritza per mesclar elements espanyols i africans, el gènere més representatiu del país és el Joropo, que utilitza instruments com l'arpa, el quatre i les maraques. A causa de la influència cultural d'altres països s'escolta, Hip-hop, dance, tecno, rock i el pop. El gust musical del veneçolà és molt diferent al dels països sud-americans, solament amb Colòmbia tenen alguns gusts comú com el joropo ball, ja que en les planes Orientals de Colòmbia es produeix aquesta manifestació musical, per ésser fronterers. El gust musical del país és netament caribeny, a Veneçuela la salsa, el merengue i la cumbia colombiana és música per escoltar i no només per ballar, com en altres països. Val recalcar que la música nacional és nomenada música llanera, i prové de les principals planes del país (estats Apure i Barinas). A causa de la influència afro-antillana, el calipso i tambor són uns importants gèneres musicals a Veneçuela. Entre algunes figures de la música veneçolana es poden destacar la pianista del segle xix Teresa Carreño, així l'estupend desenvolupament que ha succeït amb el moviment de les orquestres simfòniques juvenils.

## Literatura
La literatura a Veneçuela es remunta a la literatura oral dels indígenes algunes de les quals han estat registrat avui dia. La literatura escrita va començar a desenvolupar-se durant l'època de la colònia, i els escrits de l'època van ser dominats per la cultura i pensament d'Espanya. Les cròniques, i diversos estils de poesia van ser les principals manifestacions literàries dels anys 1700. Els anys 1800 i la independència van veure el naixement de la literatura política, incloent l'autobiografia de Francisco de Miranda. El romanticisme, primer gènere literari d'importància a Veneçuela, es va desenvolupar a mitjan anys 1800, estant Peònia, de Manuel Romero García el millor exemple. Després de la independència, la literatura veneçolana va començar a diversificar-se, però tot just va començar a evolucionar ràpidament en l'època de Guzmán Blanco, entre 1870 i 1888. El començament del segle xx va veure el desenvolupament de diversos escriptors, novel·listes, assagistes i poetes d'importància, com ho van ser Andrés Eloy Blanco, Rómulo Gallegos, Luis Beltrán Prieto Figueroa, Arturo Uslar Pietri, Miguel Otero Silva, Mariano Picón Salas, José Rafael Pocaterra, entre d'altres. La tradició literària es va establir realment a Veneçuela a mitjan segle xx.

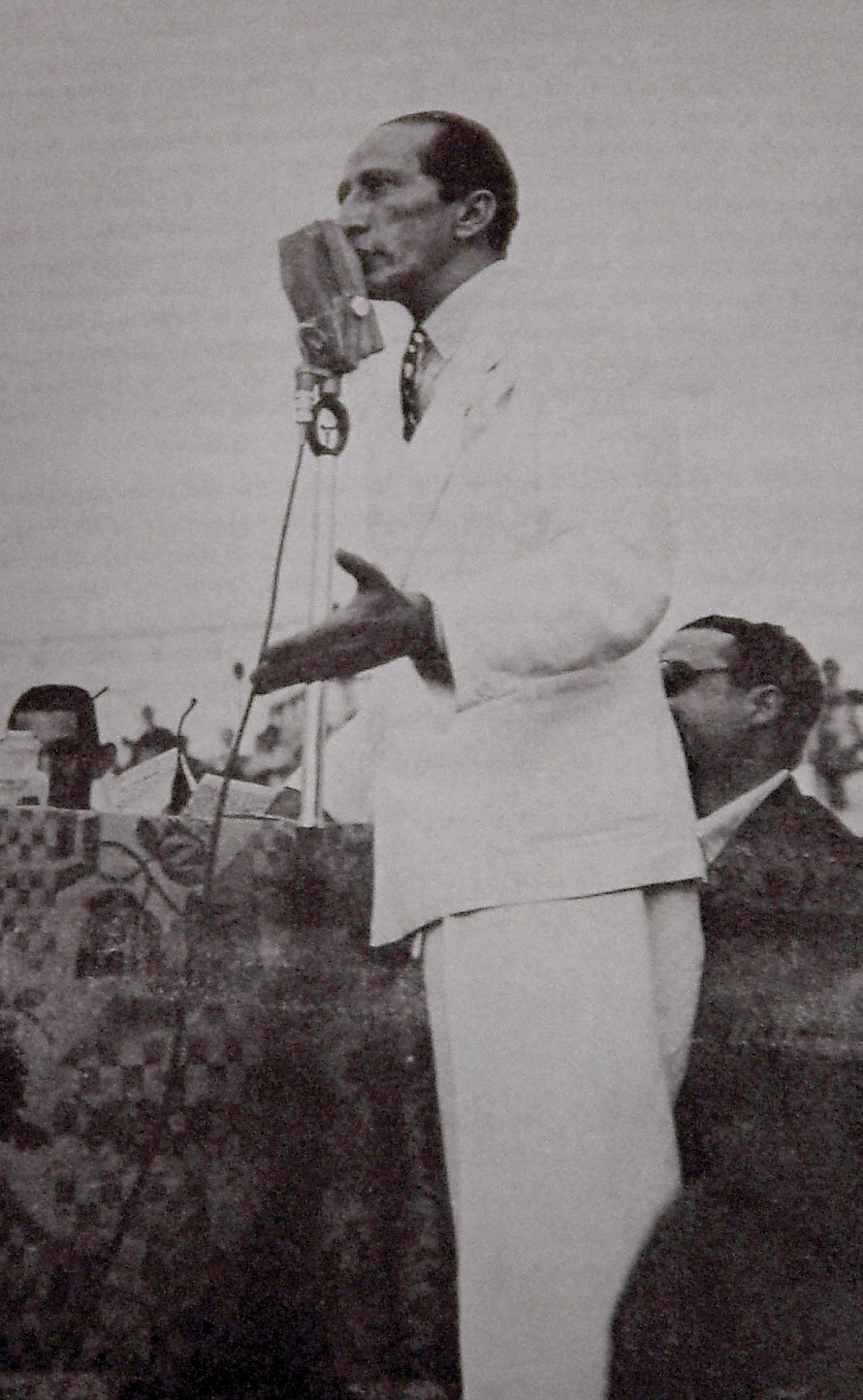
Andrés Eloy Blanco.
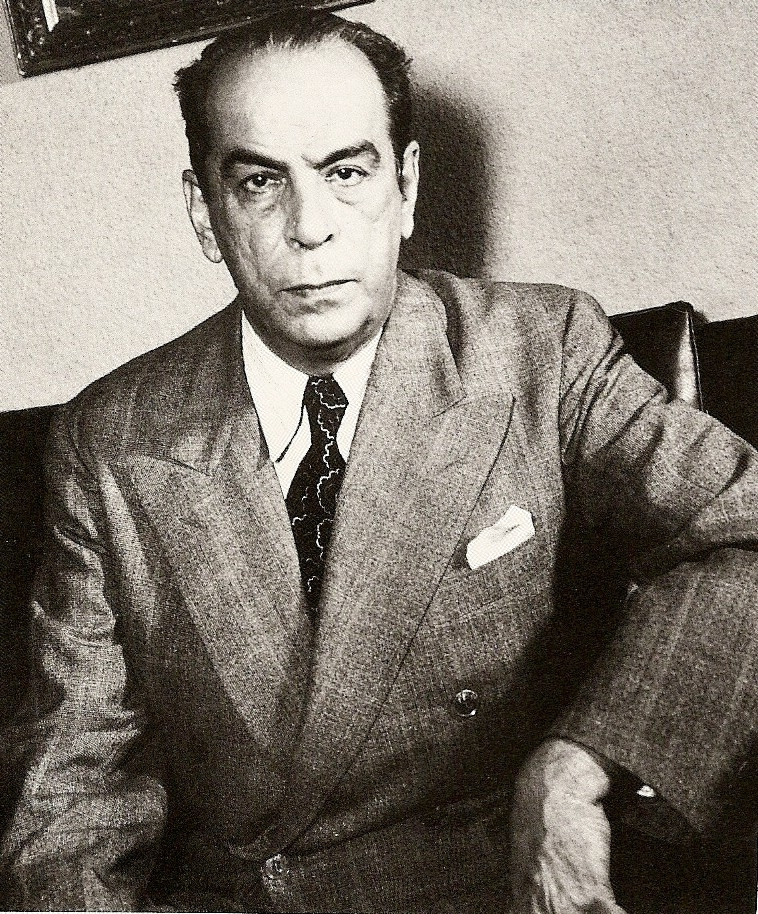
Rómulo Gallegos.
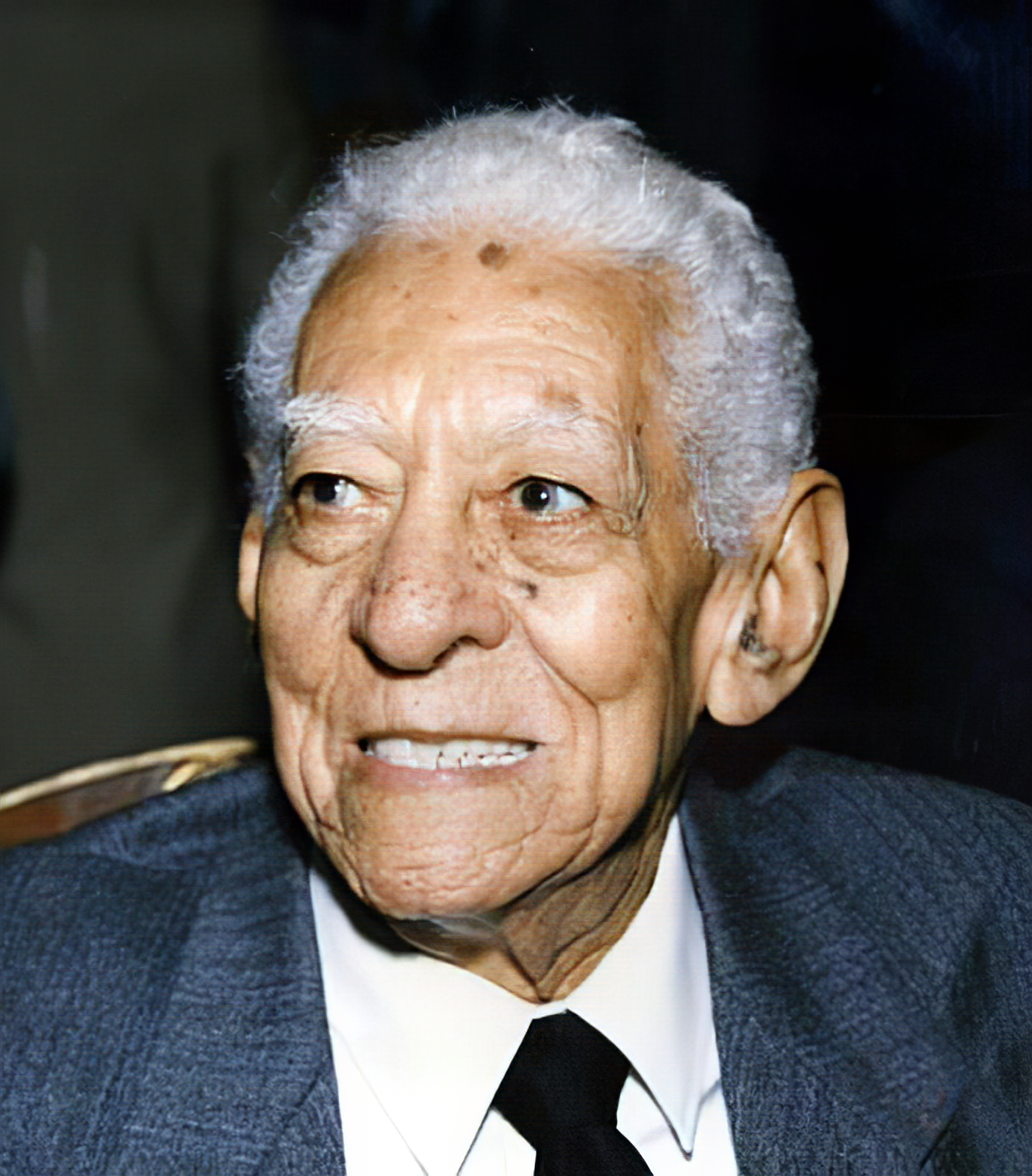
Luis Beltrán Prieto Figueroa.
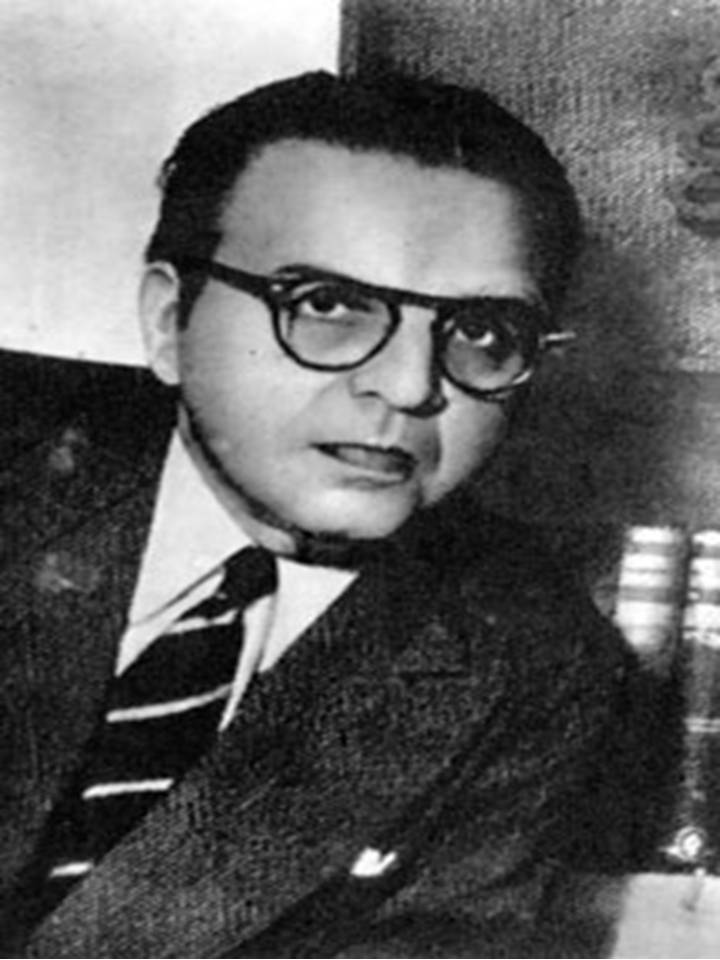
Mariano Picón Salas.
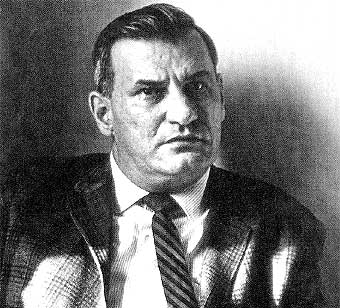
José Rafael Pocaterra.
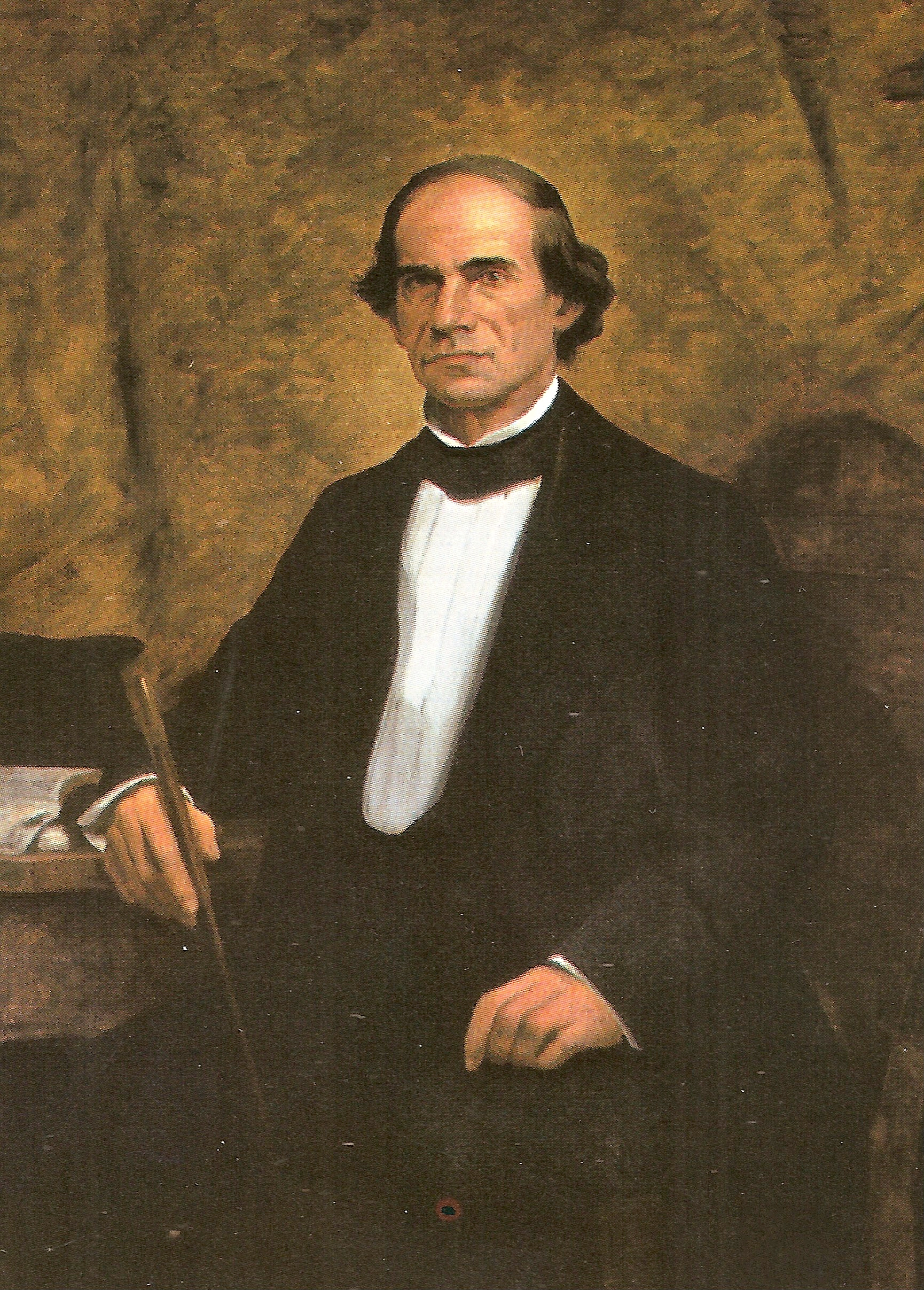
Fermín Toro.
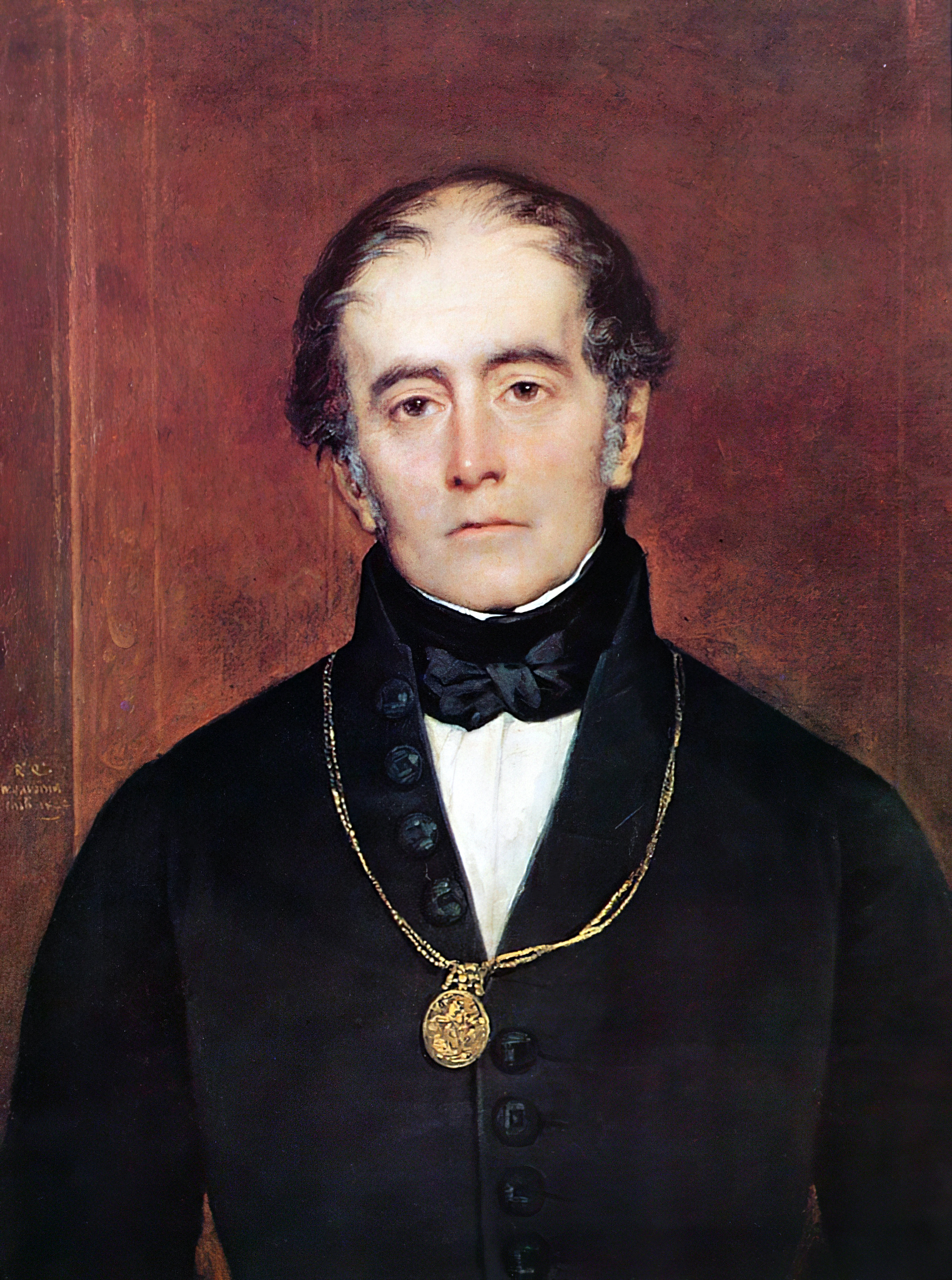
Andrés Bello.
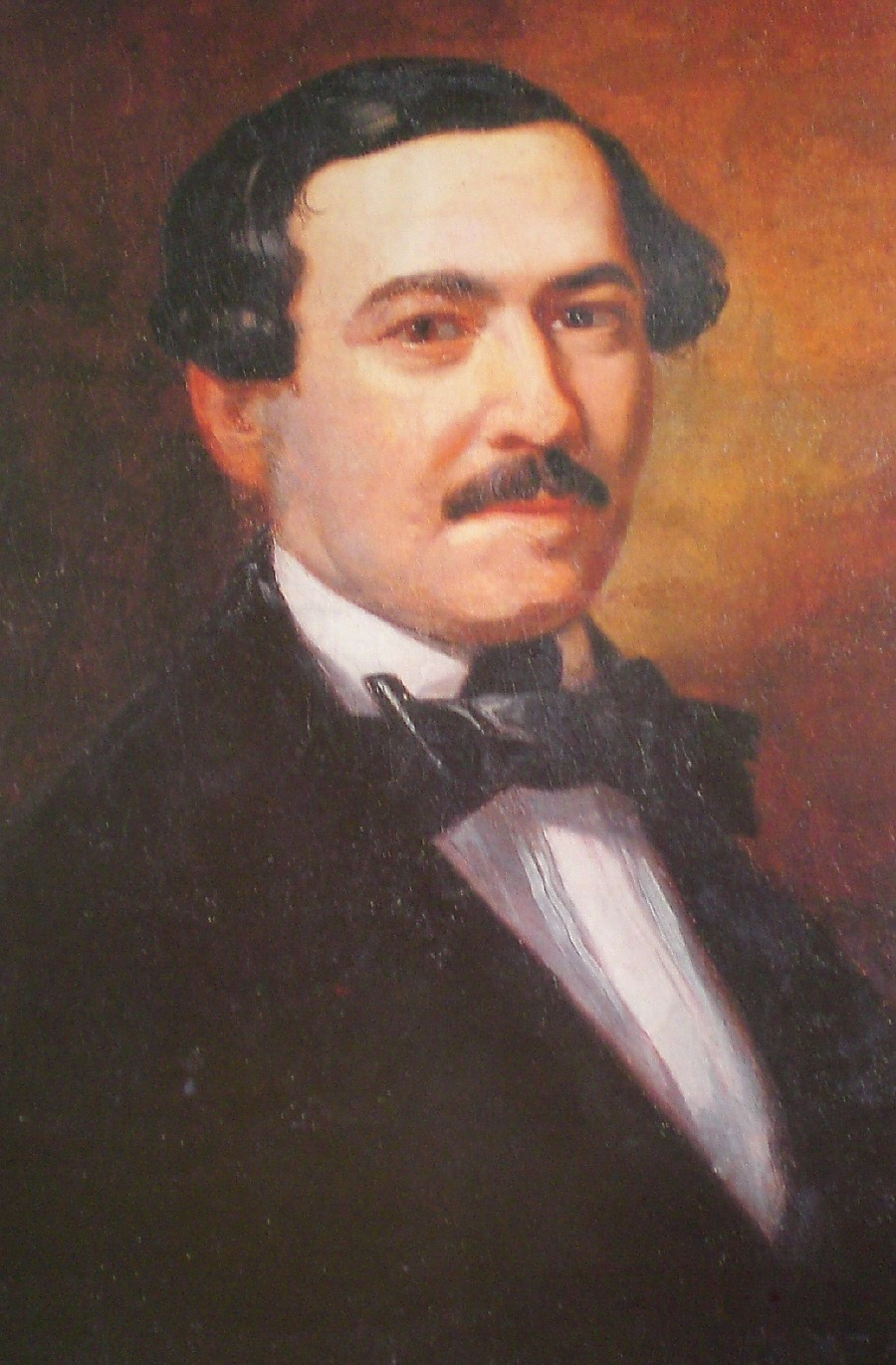
Rafael María Baralt.
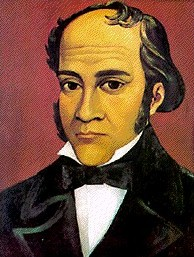
Simón Rodríguez.
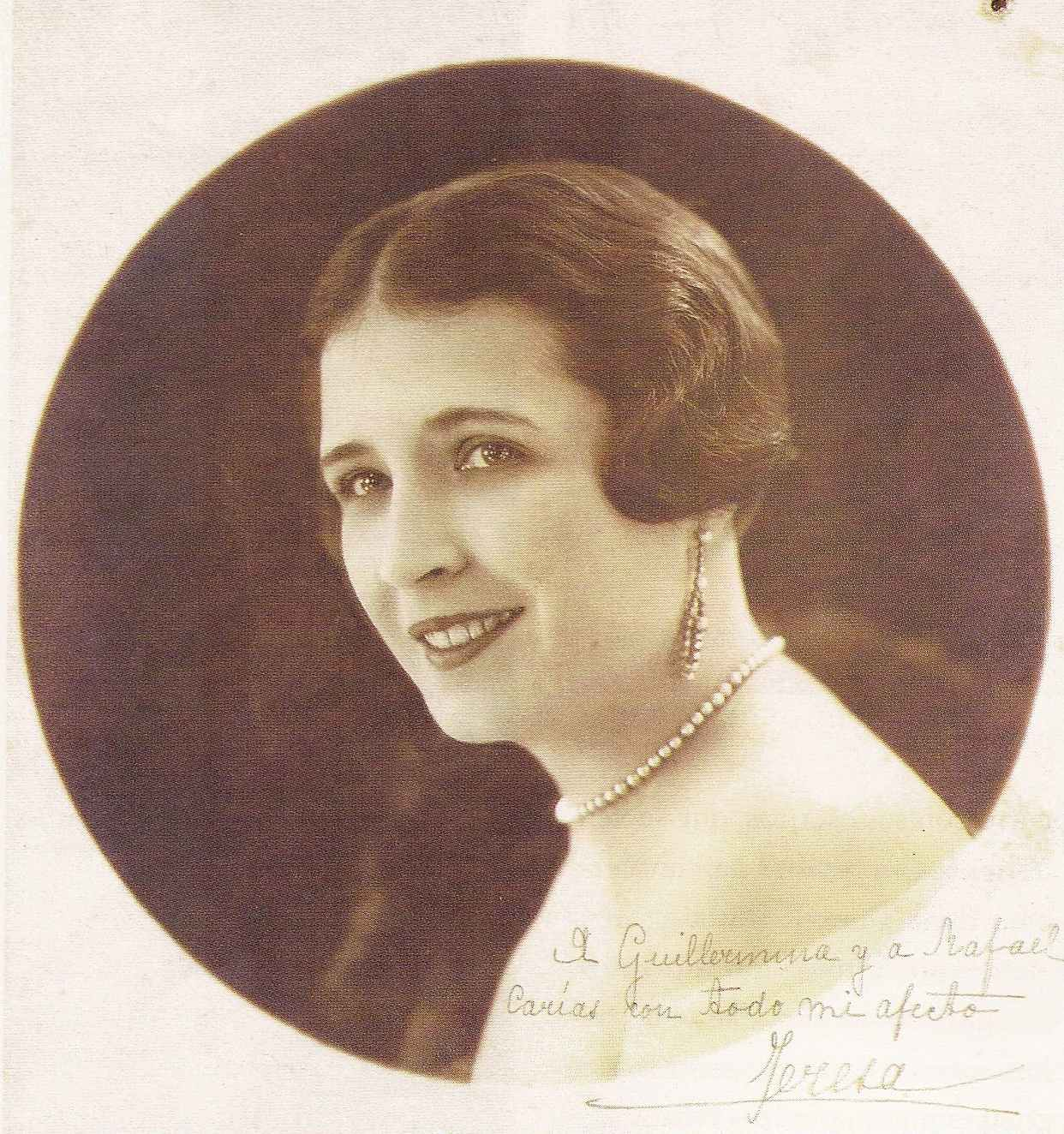
Teresa de la Parra.
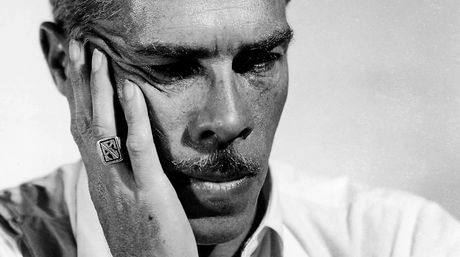
Antonio Arráiz.
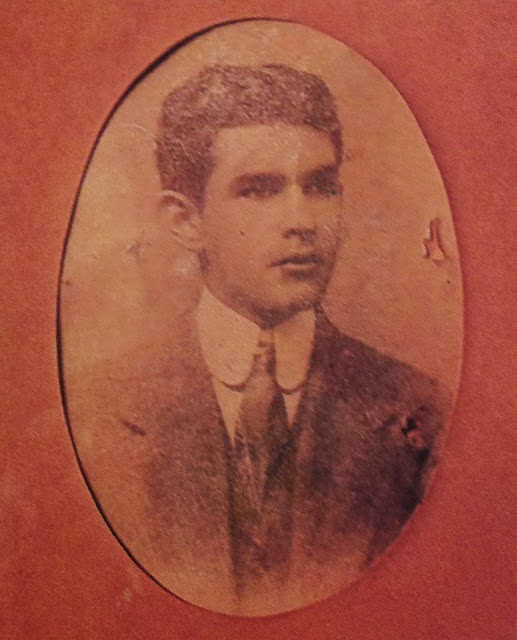
Cruz Salmerón Acosta.
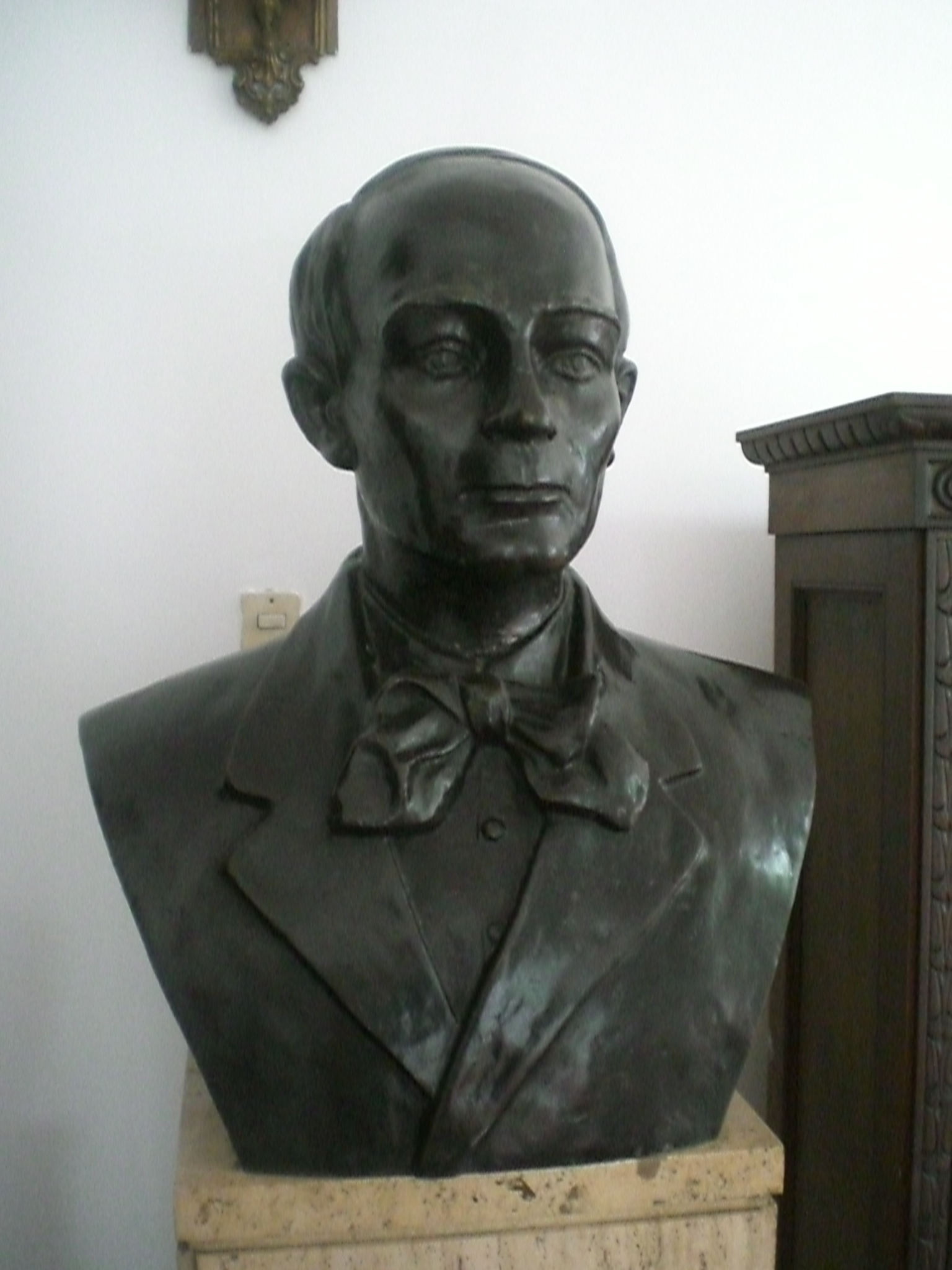
Cecilio Acosta.
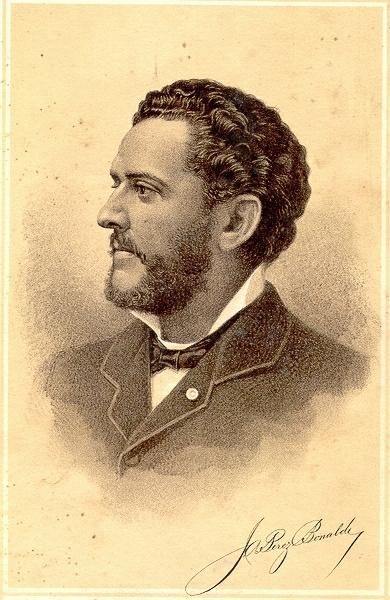
Juan Antonio Pérez Bonalde.

## Ciència i tecnologia

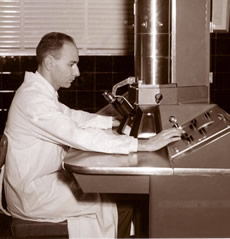
Humberto Fernández-Morán.

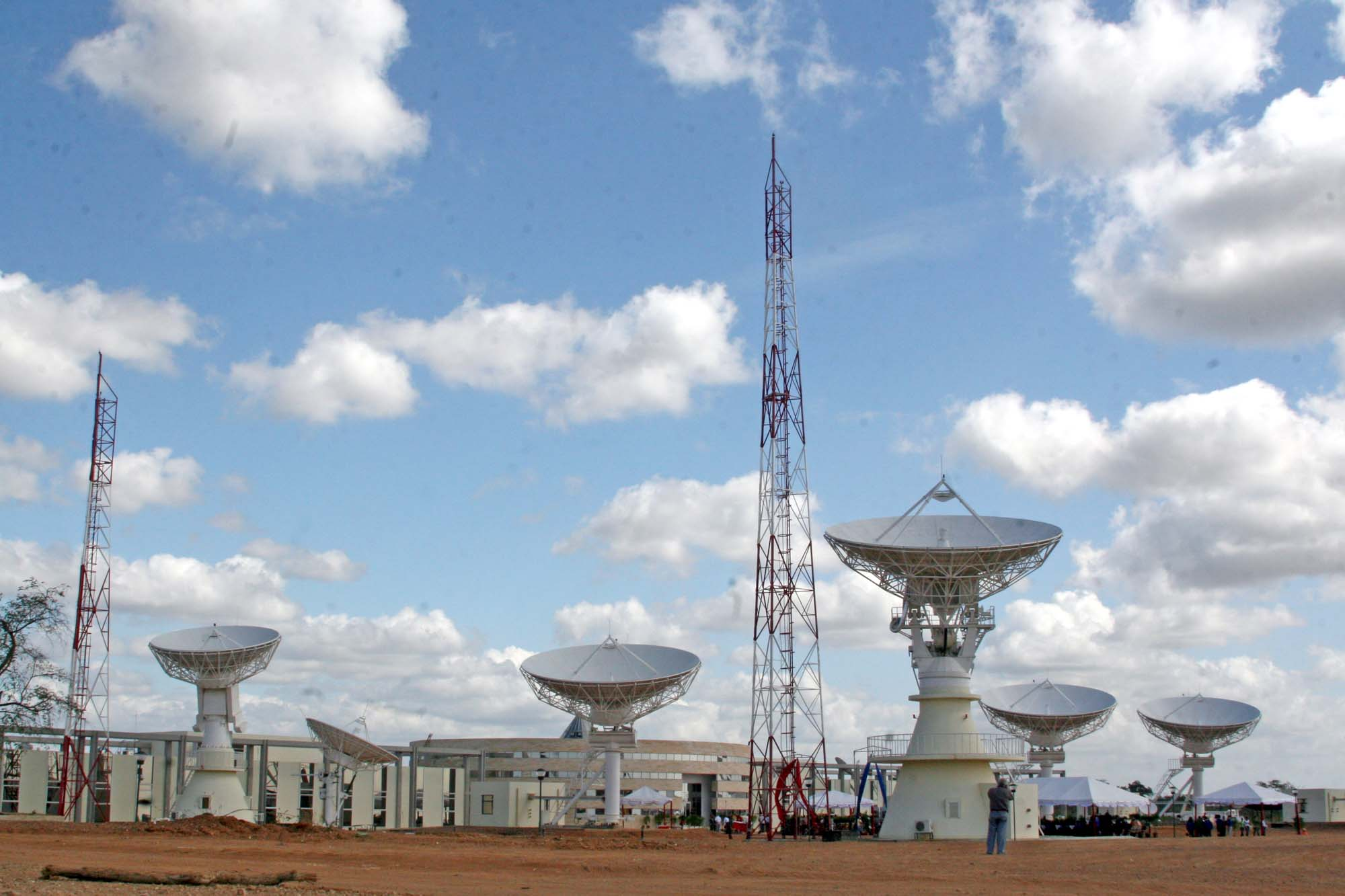
Instal·lacions de lAgencia Bolivariana para Actividades Espaciales.

Veneçuela ha comptat amb diversos científics que han contribuït de manera notable a les ciències naturals i mèdiques, així com a l'avanç tecnològic. La primera vacuna per a la cura de la lepra i contra la leishmaniosi va ser desenvolupada per Jacinto Convit, mentre que Baruj Benacerraf va efectuar demostracions sobre les respostes immunes enfront d'antígens i la seva variació en cada persona, el que li va fer co-mereixedor del Premi Nobel en Fisiologia o Medicina el 1980. En el camp de la tecnologia, Humberto Fernández-Morán va contribuir al desenvolupament del microscopi electrònic i del bisturí de diamant, aquest últim de la seva pròpia inventiva, i va ser el primer d'introduir el concepte de crioultramicrotomia.
Històricament, el primer vestigi de tecnologia feta per veneçolans es troba en el desenvolupament de la pinça de recons, que permetia recuperar peces en els pous petroliers. Les activitats tecnològiques en el país cobrarien un nou impuls cap a mitjan segle xx, amb la creació de nous instituts destinats a la promoció i professionalització de l'activitat científica i tecnològica al país. D'altra banda està l'Observatori Astronòmic Nacional de Llano del Hato que, a 3.600 msnm, és un dels enclavats a més elevada altura en el món.